# ロイヤルランブル
ロイヤルランブル（Royal Rumble）は、WWEが主宰しているプロレス興行及び後述する、そのメインイベントであるロイヤルランブルマッチのことである。本記事ではen:Royal Rumbleとen:Royal Rumble matchの両方に当たる内容を記述している。

## 概要
PPV放送を伴うWWEの興行を特番と称するが、本興行はその中の4大特番の1つに数えられWWEの全ブランド（2006年まではRAWとSmack Down!、2007年からはECWが加わっていたが2010年に番組が終了したため、2011年からは再びRAWとSmack Down!）での共催。
興行の構成は、ロイヤルランブルまでのRAW、SmackDown!の番組で行われていた選手同士の抗争劇の決着（通常のPPVではこれがメインになる）が前半に行なわれ、後半はロイヤルランブルマッチと呼ばれる30人または40人の選手が参加するバトルロイヤルである。このバトルロイヤルがロイヤルランブルの最大の特徴である。
出演するWWEのスーパースターの数は全特番の中でも最多である（例外としてレッスルマニアではPPV本編に出ない選手全員が参加するバトルロイヤルを前座で行うことがある）。

## ロイヤルランブルマッチ
1988年から一貫してWWF（後のWWE）で行われる1月のPPV大会のタイトルであり、同大会のメインイベントである。なお、この試合形式を考案したのはWWFのロードエージェントを務めていたパット・パターソンである。
30人の選手が参加して戦いを行なう。時間無制限。通常のバトルロイヤルと大きく異なり、30人が一斉に戦うわけではない。試合開始時には2人の選手のみがリングに存在し、その後60秒または90秒おきに1人ずつ入場してバトルロイヤルを行なっていく。入場順はPPV前半にバックステージで行われる出場者本人によるくじ引きで決定される。
ルールは自分以外の他の全ての選手を、リングのトップロープから外に放り出し、両足をリング外の床に付ければ勝ちである（オーバー・ザ・トップロープ）。トップロープを越えなければリング外に出ても失格にならないため、体力温存のためにわざとリング外に逃げる選手も存在する。1999年大会にて優勝したビンス・マクマホンは、このルールを活用してずっとリング外に待機していた。また片足のみの着地では失格にならず、両足でなければならない。この両足着地は、俗に「ショーン・マイケルズルール」と呼ばれる。これはストーリー上、ショーン・マイケルズが優勝することが決まっていた興行において、ショーン・マイケルズがリング外に片足をついてしまう事態が発生した際に、ストーリーを崩さないために急遽その場で考案されたルールである。このルールが制定された後は、ロイヤルランブル戦中のパフォーマンスとして片足着地を行なう選手も多い。両足を付くのが床でなければ敗退にならないので、軽量級の選手がエプロンからリングサイドのフェンスに着地し、鉄階段を渡って復帰したケースもある。コフィ・キングストンはこのルールを有効活用し、何度も退場の危機を脱した選手であり、2012年を皮切りに2019年までの8大会連続で、「逆立ちする」、「リングサイドの選手やセコンドにしがみつく」、「実況席や観客席に待避する」、「床に物を置いてその上に片足を乗せる」など多彩な復帰劇を披露し続け、観客や関係者を沸かせた。
必然的に試合は長期戦になるため体力温存の観点から、入場順が遅ければ遅いほど有利であり、入場順を決めるくじ引きが重要となる。過去の優勝者には、ショーン・マイケルズ、クリス・ベノワなど最も不利とされる最初から試合をしておきながら優勝したものも存在する。意外なことに、最も有利とされる30番目の入場での優勝は2007年にジ・アンダーテイカーによって達成されるまでなかった。
試合自体は1番手と2番手の2人が入場してはじめて開始となるので、1番手と2番手の間に試合上の有利不利の差はない（1番手はリングで構えて待機できる。2番手は1番手の不意を突いてリングイン・奇襲ができるなどといった差はある）。
スティーブ・オースチンやケインなど大物スーパースターが入場すると、若手やジョバークラスの選手を片っ端から退場に追い込む「掃除」と呼ばれる場面が度々見られる。
優勝者にはレッスルマニアのメインイベントにおいてヘビー級の王座に挑戦する特権が与えられる。これはWWEに存在するWWE王座、世界ヘビー級王座のいずれでも構わず、優勝者はロイヤルランブル戦以降のTV放送においてどの王座に挑戦するかを選択したり、所属ブランド以外のブランドから「ぜひ我がブランドの王者に挑戦して欲しい」と引き抜き工作がされる場合もある。それらの決定後の、優勝者と現王者とのレッスルマニアまでの抗争は、年間最大の舞台へ向けての重要なストーリーとなる。
レッスルマニアではRaw対SmackDown!のブランド対抗のカードが多々あるが、多くはロイヤルランブルマッチでの出来事が発端になるアングルが多い。
基本的にヘビー級王座保有者は上記のような特権があることからロイヤルランブルマッチに出ることはないが、1990年のハルク・ホーガンや2020年のブロック・レスナーのように王者でありながら出場することもごく少数ながらある。2016年はヘビー級選手権試合としてランブル戦が行われ、王者のロマン・レインズは1番手として出場した（結果は終盤まで生き残ったが28番目に敗退し防衛失敗）。
1990年代は、他団体との提携路線の一環として、カルロス・コロン（WWC）、ジェリー・ローラー（USWA）、天龍源一郎（WAR）、ザ・グレート・カブキ（WAR）、大森隆男（全日本プロレス）、ミル・マスカラス（フリー）など団体所属外の選手がゲスト参戦した他、コメディアンのドリュー・キャリーのような非プロレスラーがサプライズ・ゲストとして出場することもある。ホンキー・トンク・マン（2001年）、ミスター・パーフェクト（2002年）、ロディ・パイパー、ジミー・スヌーカ（2008年）、ディーゼル（ケビン・ナッシュ）（2011年）など往年のスーパースターが復帰参戦することも多く、ミスター・パーフェクトやナッシュのように以降は団体に継続参戦することもある。また、1人あたりの運動量の調整が容易であることから、長期欠場していたスーパースターの復帰の舞台となる場合も多くジョン・シナやエッジなど、そのまま優勝してしまうケースまで存在する。
2018年の第31回大会より初めて、女子選手によるロイヤルランブル戦が開催された。
DDTなど、WWE以外の一部の団体でもオーバー・ザ・トップロープ方式の時間差バトルロイヤルを「ロイヤルランブル（戦）」と呼称することがある。また大日本プロレスのようにデスマッチで行う団体もある（この場合は予めロープ2面に括り付けられた蛍光灯と、各選手が持ち込む凶器を使用する）。

### 歴代優勝者
|    | イベント                | 日時             | 都市                             | 会場                                 | メインイベント                                                                                           | 優勝者                                     | 登場順 | 注                   |               |
| -- | ----------------------- | ---------------- | -------------------------------- | ------------------------------------ | --- | ------------------------------------------ | ------ | -------------------- | ------------- |
| 1  | Royal Rumble (1988)     | 1988年1月24日    | オンタリオ州ハミルトン           | コップス・コロシアム                 | ジ・アイランダーズ(ハク&タマ) vs ザ・ヤングスタリオンズ(ポール・ローマ&ジム・パワーズ) 時間無制限3本勝負 | ジム・ドゥガン                             | 13     | [ 2 ] [ 3 ]          |               |
| 2  | Royal Rumble (1989)     | 1989年1月15日    | テキサス州ヒューストン           | ザ・サミット                         | 30人ロイヤルランブルマッチ                                                                               | ビッグ・ジョン・スタッド                   | 27     | [ 4 ] [ 5 ]          |               |
| 3  | Royal Rumble (1990)     | 1990年1月21日    | フロリダ州オーランド             | Orlando Arena                        | 30人ロイヤルランブルマッチ                                                                               | ハルク・ホーガン                           | 25     | [ 6 ] [ 7 ]          |               |
| 4  | Royal Rumble (1991)     | 1991年1月19日    | フロリダ州マイアミ               | マイアミ・アリーナ                   | 30人ロイヤルランブルマッチ                                                                               | ハルク・ホーガン                           | 24     | [ 8 ] [ 9 ]          |               |
| 5  | Royal Rumble (1992)     | 1992年1月19日    | ニューヨーク州アルバニ―          | Knickerbocker Arena                  | 30人ロイヤルランブルマッチ優勝者にWWF世界ヘビー級王座決定戦出場権                                        | リック・フレアー                           | 3      | [ 10 ] [ 11 ]        |               |
| 6  | Royal Rumble (1993)     | 1993年1月24日    | カリフォルニア州サクラメント     | アルコ・アリーナ                     | 30人ロイヤルランブルマッチ優勝者にレッスルマニアIXでWWF世界ヘビー級王座決定戦挑戦権                      | ヨコズナ                                   | 27     | [ 12 ] [ 13 ]        |               |
| 7  | Royal Rumble (1994)     | 1994年1月23日    | Providence, Rhode Island         | プロビデンス・シビック・センター     | 30人ロイヤルランブルマッチ優勝者にレッスルマニアXでWWF世界ヘビー級王座決定戦挑戦権                       | ブレット・ハート レックス・ルガー          | 27 23  | [ 14 ] [ 15 ]        |               |
| 8  | Royal Rumble (1995)     | 1995年1月22日    | タンパ                           | USFサンドーム                        | 30人ロイヤルランブルマッチ優勝者にレッスルマニアXIでWWF世界ヘビー級王座決定戦挑戦権                      | ショーン・マイケルズ                       | 1      | [ 16 ] [ 17 ]        |               |
| 9  | Royal Rumble (1996)     | 1996年1月21日    | Fresno, California               | セランド・アリーナ                   | WWF世界ヘビー級選手権試合ブレット・ハート (c) vs. ジ・アンダーテイカー                                   | ショーン・マイケルズ                       | 18     | [ 18 ] [ 19 ]        |               |
| 10 | Royal Rumble (1997)     | 1997年1月19日    | サンアントニオ                   | アラモドーム                         | WWF世界ヘビー級選手権試合サイコ・シッド (c) vs. ショーン・マイケルズ                                     | ストーン・コールド・スティーブ・オースチン | 5      | [ 20 ] [ 21 ]        |               |
| 11 | Royal Rumble (1998)     | 1998年1月18日    | San Jose, California             | サンノゼ・アリーナ                   | 棺桶形式WWF世界ヘビー級選手権試合ショーン・マイケルズ vs. ジ・アンダーテイカー                           | ストーン・コールド・スティーブ・オースチン | 24     | [ 22 ] [ 23 ] [ 24 ] |               |
| 12 | Royal Rumble (1999)     | 1999年1月24日    | アナハイム                       | Arrowhead Pond                       | 30人ロイヤルランブルマッチ優勝者にレッスルマニアXVでWWF王座戦挑戦権                                      | ミスター・マクマホン                       | 2      | [ 25 ] [ 26 ] [ 27 ] |               |
| 13 | Royal Rumble (2000)     | 2000年1月23日    | ニューヨーク市                   | マディソン・スクエア・ガーデン       | 30人ロイヤルランブルマッチ優勝者にレッスルマニア2000でWWF王座戦挑戦権                                    | ザ・ロック                                 | 24     | [ 28 ] [ 29 ] [ 30 ] |               |
| 14 | Royal Rumble (2001)     | 2001年1月21日    | ニューオーリンズ                 | ニューオーリンズ・アリーナ           | 30人ロイヤルランブルマッチ優勝者にレッスルマニアX-SevenでWWF王座戦挑戦権                                 | ストーン・コールド・スティーブ・オースチン | 27     | [ 31 ] [ 32 ] [ 33 ] |               |
| 15 | Royal Rumble (2002)     | 2002年1月20日    | アトランタ                       | フィリップス・アリーナ               | 30人ロイヤルランブルマッチ優勝者にレッスルマニアX8でWWF統一王座戦挑戦権                                  | トリプルH                                  | 22     | [ 34 ] [ 35 ] [ 36 ] |               |
| 16 | Royal Rumble (2003)     | 2003年1月19日    | マサチューセッツ州ボストン       | FleetCenter                          | 30人ロイヤルランブルマッチ優勝者にレッスルマニアXIXで世界王座戦挑戦権                                    | ブロック・レスナー                         | 29     | [ 37 ] [ 38 ]        |               |
| 17 | Royal Rumble (2004)     | 2004年1月25日    | フィラデルフィア                 | ワコビア・センター                   | 30人ロイヤルランブルマッチ優勝者にレッスルマニアXXで世界王座戦挑戦権                                     | クリス・ベノワ                             | 1      | [ 39 ] [ 40 ] [ 41 ] |               |
| 18 | Royal Rumble (2005)     | 2005年1月30日    | Fresno, California               | Save Mart Center                     | 30人ロイヤルランブルマッチ優勝者にレッスルマニア21で世界王座戦挑戦権                                     | バティスタ                                 | 28     | [ 42 ] [ 43 ] [ 44 ] |               |
| 19 | Royal Rumble (2006)     | 2006年1月29日    | Miami, Florida                   | アメリカン・エアラインズ・アリーナ   | 世界ヘビー級王座戦カート・アングル (c) vs. マーク・ヘンリー                                              | レイ・ミステリオ                           | 2      | [ 45 ] [ 46 ] [ 47 ] |               |
| 20 | Royal Rumble (2007)     | 2007年1月28日    | San Antonio, Texas               | AT&Tセンター                         | 30人ロイヤルランブルマッチ優勝者にレッスルマニア23で世界王座戦挑戦権                                     | ジ・アンダーテイカー                       | 30     | [ 48 ] [ 49 ] [ 50 ] |               |
| 21 | Royal Rumble (2008)     | 2008年1月27日    | ニューヨーク市                   | マディソン・スクエア・ガーデン       | 30人ロイヤルランブルマッチ優勝者にレッスルマニアXXIVで世界王座戦挑戦権                                   | ジョン・シナ                               | 30     | [ 51 ] [ 52 ] [ 53 ] |               |
| 22 | Royal Rumble (2009)     | 2009年1月25日    | ミシガン州デトロイト             | ジョー・ルイス・アリーナ             | 30人ロイヤルランブルマッチ優勝者にレッスルマニアXXVで世界王座戦挑戦権                                    | ランディ・オートン                         | 8      | [ 54 ] [ 55 ]        |               |
| 23 | Royal Rumble (2010)     | 2010年1月31日    | ジョージア州アトランタ           | フィリップス・アリーナ               | 30人ロイヤルランブルマッチ優勝者にレッスルマニアXXVIで世界王座戦挑戦権                                   | エッジ                                     | 29     | [ 56 ] [ 57 ]        |               |
| 24 | Royal Rumble (2011)     | 2011年1月30日    | Boston, Massachusetts            | TDガーデン                           | 40人ロイヤルランブルマッチ優勝者にレッスルマニアXXVIIで世界王座戦挑戦権                                  | アルベルト・デル・リオ                     | 38     | [ 58 ]               |               |
| 25 | Royal Rumble (2012)     | 2012年1月29日    | セントルイス                     | スコットトレード・センター           | 30人ロイヤルランブルマッチ優勝者にレッスルマニアXXVIIIで世界王座戦挑戦権                                 | シェイマス                                 | 22     | [ 59 ] [ 60 ] [ 61 ] |               |
| 26 | Royal Rumble (2013)     | 2013年1月27日    | アリゾナ州フェニックス           | USエアウェイズ・センター             | WWE選手権試合CMパンク (c) vs. ザ・ロック                                                                 | ジョン・シナ                               | 19     | [ 62 ] [ 63 ] [ 64 ] |               |
| 27 | Royal Rumble (2014)     | 2014年1月26日    | Pittsburgh, Pennsylvania         | コンソル・エナジー・センター         | 30人ロイヤルランブルマッチ優勝者にレッスルマニアXXXでWWE世界ヘビー級王座戦挑戦権                         | バティスタ                                 | 28     | [ 65 ] [ 66 ]        |               |
| 28 | Royal Rumble (2015)     | 2015年1月25日    | Philadelphia, Pennsylvania       | Wells Fargo Center                   | 30人ロイヤルランブルマッチ優勝者にレッスルマニア31でWWE世界ヘビー級王座戦挑戦権                          | ロマン・レインズ                           | 19     |                      |               |
| 29 | Royal Rumble (2016)     | 2016年1月24日    | Orlando, Florida                 | アムウェイ・センター                 | 30人ロイヤルランブルマッチ優勝者に世界ヘビー級王座同時獲得                                               | トリプルH                                  | 30     | [ 67 ] [ 68 ]        |               |
| 30 | Royal Rumble (2017)     | 2017年1月29日    | San Antonio, Texas               | アラモドーム                         | 30人ロイヤルランブルマッチ優勝者にレッスルマニア33で王座戦挑戦権                                         | ランディ・オートン                         | 23     | [ 69 ]               |               |
| 31 | ロイヤルランブル (2018) | 2018年1月28日    | ペンシルベニア州フィラデルフィア | Wells Fargo Center                   | 30人女子ロイヤルランブルマッチ優勝者にレッスルマニア34で女子王座戦挑戦権                                 | 中邑真輔                                   | 14     | [ 70 ] [ 71 ]        |               |
| 31 | ロイヤルランブル (2018) | 2018年1月28日    | ペンシルベニア州フィラデルフィア | Wells Fargo Center                   | 30人女子ロイヤルランブルマッチ優勝者にレッスルマニア34で女子王座戦挑戦権                                 | アスカ                                     | 25     | [ 72 ] [ 73 ]        |               |
| 32 | ロイヤルランブル (2019) | 2019年1月27日    | アリゾナ州フェニックス           | チェイス・フィールド                 | 30人男子ロイヤルランブルマッチ優勝者にレッスルマニア35で王座戦挑戦権                                     | セス・ロリンズ                             | 10     | [ 74 ]               |               |
| 32 | ロイヤルランブル (2019) | 2019年1月27日    | アリゾナ州フェニックス           | チェイス・フィールド                 | 30人男子ロイヤルランブルマッチ優勝者にレッスルマニア35で王座戦挑戦権                                     | ベッキー・リンチ                           | 28     | [ 74 ]               |               |
| 33 | ロイヤルランブル (2020) | 2020年1月26日    | テキサス州ヒューストン           | ミニッツメイド・パーク               | 30人男子ロイヤルランブルマッチ優勝者にレッスルマニア36で王座戦挑戦権                                     | ドリュー・マッキンタイア                   | 16     |                      |               |
| 33 | ロイヤルランブル (2020) | 2020年1月26日    | テキサス州ヒューストン           | ミニッツメイド・パーク               | 30人男子ロイヤルランブルマッチ優勝者にレッスルマニア36で王座戦挑戦権                                     | シャーロット・フレアー                     | 17     |                      |               |
| 34 | ロイヤルランブル (2021) | 2021年1月31日    | フロリダ州タンパ                 | WWEサンダードーム                    | 30人男子ロイヤルランブルマッチ優勝者にレッスルマニア37で王座戦挑戦権                                     | エッジ                                     | 1      |                      |               |
| 34 | ロイヤルランブル (2021) | 2021年1月31日    | フロリダ州タンパ                 | WWEサンダードーム                    | 30人男子ロイヤルランブルマッチ優勝者にレッスルマニア37で王座戦挑戦権                                     | ビアンカ・ブレア                           | 3      |                      |               |
| 35 | ロイヤルランブル (2022) | 2022年1月29日    | ミズーリ州セントルイス           | ドーム・アット・アメリカズ・センター | 30人男子ロイヤルランブルマッチ優勝者にレッスルマニア38で王座戦挑戦権                                     | ブロック・レスナー                         | 30     |                      |               |
| 35 | ロイヤルランブル (2022) | 2022年1月29日    | ミズーリ州セントルイス           | ドーム・アット・アメリカズ・センター | 30人男子ロイヤルランブルマッチ優勝者にレッスルマニア38で王座戦挑戦権                                     | ロンダ・ラウジー                           | 28     |                      |               |
| 36 | ロイヤルランブル (2023) | 2023年1月28日    | テキサス州サンアントニオ         | アラモドーム                         | ロマン・レインズvsケビン・オーエンズ（統一WWEユニバーサル選手権）                                        | コーディ・ローデス                         | 30     |                      |               |
| 36 | ロイヤルランブル (2023) | 2023年1月28日    | テキサス州サンアントニオ         | アラモドーム                         | ロマン・レインズvsケビン・オーエンズ（統一WWEユニバーサル選手権）                                        | リア・リプリー                             | 1      |                      |               |
| 37 | ロイヤルランブル (2024) | 2024年1月27日    | フロリダ州タンパ                 | トロピカーナ・フィールド             | 30人男子ロイヤルランブルマッチ優勝者にレッスルマニアXLで王座戦挑戦権                                     | コーディ・ローデス                         | 15     | [ 75 ] [ 76 ]        |               |
| 37 | ロイヤルランブル (2024) | 2024年1月27日    | フロリダ州タンパ                 | トロピカーナ・フィールド             | 30人男子ロイヤルランブルマッチ優勝者にレッスルマニアXLで王座戦挑戦権                                     | ベイリー                                   | 3      | [ 75 ] [ 76 ]        |               |
| 38 | Royal Rumble (2025)     | February 1, 2025 | Indianapolis, Indiana            | ルーカス・オイル・スタジアム         | 30人男子ロイヤルランブルマッチ優勝者にレッスルマニア41で王座戦挑戦権                                     | ジェイ・ウーソ                             | 20     |                      |               |
| 38 | Royal Rumble (2025)     | February 1, 2025 | Indianapolis, Indiana            | ルーカス・オイル・スタジアム         | 30人男子ロイヤルランブルマッチ優勝者にレッスルマニア41で王座戦挑戦権                                     | シャーロット                               | 27     | [ 77 ]               |               |
| 39 | Royal Rumble (2026)     | January 2026     | Riyadh, Saudi Arabia             | TBA                                  | |                                            |        |                      | [ 78 ] [ 79 ] |

### 大会記録
- 最長滞在時間 - レイ・ミステリオ（62分12秒）（2006年）
- 最短滞在時間 - サンティーノ・マレラ（1.9秒）（2009年）
- 最多エリミネート数 - ブロック・レスナー（13人）（2020年）

### 通算記録
- 最多出場回数 - ケイン（19回）（アイザック・ヤンカム、ディーゼル名義含む）
- 最多優勝回数 - ストーン・コールド・スティーブ・オースチン（3回）
- 最多エリミネート数 - ケイン（44人）

## 試合結果

### 第1回大会（1988年）WWF Royal Rumble 1988
- 開催日 : 1月24日
- 開催場所 : オンタリオ州ハミルトンのコップス・コロシアム
- 観客動員数 : 18,000人
- ○リッキー・スティムボート vs リック・ルード●
- 2アウト・オブ・3フォールズ・マッチ形式WWF女子タッグ王座戦 -Two out of Three falls Match for the WWF Women's Tag Team Championship-

●ザ・グラマー・ガールズ(レイラニ・カイ&ジュディ・マーチン)(c)（w / ジミー・ハート） vs ジャンピング・ボム・エンジェルス(山崎五紀&立野記代)○
- ロイヤルランブル・マッチ -Royal Rumble Match-

優勝者ジム・ドゥガン
| 入場順 | スーパースター             | 退場順 | 退場させたスーパースター            |
| 1      | ブレット・ハート           | 8      | ドン・ムラコ                        |
| 2      | ティト・サンタナ           | 2      | ブレット・ハート&ジム・ナイドハート |
| 3      | ブッチ・リード             | 1      | ジェイク・ロバーツ                  |
| 4      | ジム・ナイドハート         | 6      | ヒルビリー・ジム                    |
| 5      | ジェイク・ロバーツ         | 10     | ワンマン・ギャング                  |
| 6      | ハーリー・レイス           | 4      | ドン・ムラコ                        |
| 7      | ジム・ブランゼル           | 5      | ニコライ・ボルコフ                  |
| 8      | サム・ヒューストン         | 7      | ロン・バス                          |
| 9      | ダニー・デイビス           | 13     | ジム・ドゥガン                      |
| 10     | ボリス・ズーコフ           | 3      | ジェイク・ロバーツ&ジム・ブランゼル |
| 11     | ドン・ムラコ               | 17     | ディノ・ブラボー&ワンマン・ギャング |
| 12     | ニコライ・ボルコフ         | 11     | ジム・ドゥガン                      |
| 13     | ジム・ドゥガン             |        | 優勝                                |
| 14     | ロン・バス                 | 16     | ドン・ムラコ                        |
| 15     | ブライアン・ブレアー       | 9      | ワンマン・ギャング                  |
| 16     | ヒルビリー・ジム           | 12     | ワンマン・ギャング                  |
| 17     | ディノ・ブラボー           | 18     | ワンマン・ギャング                  |
| 18     | アルティメット・ウォリアー | 14     | ディノ・ブラボー&ワンマン・ギャング |
| 19     | ワンマン・ギャング         | 19     | ジム・ドゥガン                      |
| 20     | ジャンクヤード・ドッグ     | 15     | ロン・バス                          |

- 2アウト・オブ・3フォールズ・マッチ -Tag team Two out of three falls Match-

○ジ・アイランダーズ(ハク&タマ) vs ザ・ヤングスタリオンズ(ポール・ローマ&ジム・パワーズ)●

### 第2回大会（1989年）WWF Royal Rumble 1989
- 開催日 : 1月15日
- 開催場所 : テキサス州ヒューストンのザ・サミット
- 観客動員数 : 19,000人
- ダーク・マッチ -Dark Match-

○ジム・パワーズ vs バリー・ホロウィッツ●
- ダーク・マッチ -Dark Match-

○サム・ヒューストン vs スティーブ・ロンバルディ●
- 2アウト・オブ・3フォールズ・マッチ -Tag team Two out of three falls Match-

○ジム・ドゥガン&ハート・ファウンデーション(ブレット・ハート&ジム・ナイドハート) vs ディノ・ブラボー&ファビュラス・ルージョーズ(ジャック・ルージョー&レイモンド・ルージョー)（w / フレンチ・マーチン、ジミー・ハート）●
- WWF女子王座戦 -WWF Women's Championship-

○ロッキン・ロビン(c) vs ジュディ・マーチン●
- ○キング・ハク（w / ボビー・ヒーナン） vs ハーリー・レイス（w / ボビー・ヒーナン）●
- ロイヤルランブル・マッチ -Royal Rumble Match-

優勝者ビッグ・ジョン・スタッド
| 入場順 | スーパースター             | 退場順 | 退場させたスーパースター                    |
| 1      | アックス                   | 4      | ミスター・パーフェクト                      |
| 2      | スマッシュ                 | 1      | アンドレ・ザ・ジャイアント                  |
| 3      | アンドレ・ザ・ジャイアント | 5      | ロバーツの蛇に驚き自ら落下                  |
| 4      | ミスター・パーフェクト     | 11     | ハルク・ホーガン                            |
| 5      | ロニー・ガービン           | 2      | アンドレ・ザ・ジャイアント                  |
| 6      | グレッグ・バレンタイン     | 8      | ランディ・サベージ                          |
| 7      | ジェイク・ロバーツ         | 3      | アンドレ・ザ・ジャイアント                  |
| 8      | ロン・バス                 | 7      | ショーン・マイケルズ&マーティ・ジャネッティ |
| 9      | ショーン・マイケルズ       | 9      | アーン・アンダーソン&ランディ・サベージ     |
| 10     | ブッシュワッカー・ブッチ   | 13     | バッド・ニュース・ブラウン                  |
| 11     | ホンキー・トンク・マン     | 6      | ブッチ&ティト・サンタナ                     |
| 12     | ティト・サンタナ           | 12     | アーン・アンダーソン&ランディ・サベージ     |
| 13     | バッド・ニュース・ブラウン | 20     | ハルク・ホーガン                            |
| 14     | マーティ・ジャネッティ     | 10     | タリー・ブランチャード&アーン・アンダーソン |
| 15     | ランディ・サベージ         | 19     | ハルク・ホーガン                            |
| 16     | アーン・アンダーソン       | 16     | ハルク・ホーガン                            |
| 17     | タリー・ブランチャード     | 17     | ハルク・ホーガン                            |
| 18     | ハルク・ホーガン           | 21     | アキーム&ビッグ・ボスマン                   |
| 19     | ブッシュワッカー・ルーク   | 15     | ハルク・ホーガン                            |
| 20     | ココ・B・ウェア            | 14     | ハルク・ホーガン                            |
| 21     | ザ・ウォーロード           | 18     | ハルク・ホーガン                            |
| 22     | ビッグ・ボスマン           | 22     | ハルク・ホーガン                            |
| 23     | アキーム                   | 28     | ビッグ・ジョン・スタッド                    |
| 24     | ブルータス・ビーフケーキ   | 24     | ザ・バーバリアン&テッド・デビアス           |
| 25     | レッド・ルースター         | 23     | テッド・デビアス                            |
| 26     | ザ・バーバリアン           | 26     | リック・マーテル                            |
| 27     | ビッグ・ジョン・スタッド   |        | 優勝                                        |
| 28     | ハーキュリーズ             | 25     | ザ・バーバリアン&テッド・デビアス           |
| 29     | リック・マーテル           | 27     | アキーム                                    |
| 30     | テッド・デビアス           | 29     | ビッグ・ジョン・スタッド                    |

### 第3回大会（1990年）WWF Royal Rumble 1990
- 開催日 : 1月21日
- 開催場所 : フロリダ州オーランドのオーランド・アリーナ
- 観客動員数 : 16,000人
- ダーク・マッチ -Dark Match-

○ポール・ローマ vs ブルックリン・ブローラー●
- ○ザ・ブッシュワッカーズ(ブッチ&ルーク) vs ファビュラス・ルージョーズ(ジャック・ルージョー&レイモンド・ルージョー)（w / ジミー・ハート）●
- △ブルータス・ビーフケーキ vs ザ・ジニアス△
- "アイ・クイット"マッチ -"I Quit" Match-

○ロニー・ガービン vs グレッグ・バレンタイン（w / ジミー・ハート）●
- ○ジム・ドゥガン vs ビッグ・ボスマン（w / スリック）●
- ロイヤルランブル・マッチ -Royal Rumble Match-

優勝者ハルク・ホーガン
| 入場順 | スーパースター               | 退場順 | 退場させたスーパースター                                             |
| 1      | テッド・デビアス             | 18     | アルティメット・ウォリアー                                           |
| 2      | ココ・B・ウェア              | 1      | テッド・デビアス                                                     |
| 3      | マーティ・ジャネッティ       | 2      | テッド・デビアス                                                     |
| 4      | ジェイク・ロバーツ           | 3      | ランディ・サベージ                                                   |
| 5      | ランディ・サベージ           | 4      | ダスティ・ローデス                                                   |
| 6      | ロディ・パイパー             | 7      | バッド・ニュース・ブラウン                                           |
| 7      | ザ・ウォーロード             | 5      | アンドレ・ザ・ジャイアント                                           |
| 8      | ブレット・ハート             | 9      | ダスティ・ローデス                                                   |
| 9      | バッド・ニュース・ブラウン   | 6      | ロディ・パイパー                                                     |
| 10     | ダスティ・ローデス           | 12     | カナディアン・アースクエイク                                         |
| 11     | アンドレ・ザ・ジャイアント   | 10     | アックス&スマッシュ                                                  |
| 12     | レッド・ルースター           | 8      | アンドレ・ザ・ジャイアント                                           |
| 13     | アックス                     | 13     | カナディアン・アースクエイク                                         |
| 14     | ハク                         | 20     | ハルク・ホーガン                                                     |
| 15     | スマッシュ                   | 16     | ハク                                                                 |
| 16     | アキーム                     | 11     | ジミー・スヌーカ                                                     |
| 17     | ジミー・スヌーカ             | 19     | ハルク・ホーガン                                                     |
| 18     | ディノ・ブラボー             | 15     | アルティメット・ウォリアー                                           |
| 19     | カナディアン・アースクエイク | 14     | ジミー・スヌーカ&スマッシュ&ハク&テッド・デビアス&ジム・ナイドハート |
| 20     | ジム・ナイドハート           | 17     | リック・マーテル&アルティメット・ウォリアー                          |
| 21     | アルティメット・ウォリアー   | 25     | ハルク・ホーガン&リック・ルード&ザ・バーバリアン                     |
| 22     | リック・マーテル             | 24     | アルティメット・ウォリアー                                           |
| 23     | ティト・サンタナ             | 21     | リック・マーテル&アルティメット・ウォリアー                          |
| 24     | ホンキー・トンク・マン       | 22     | ハルク・ホーガン                                                     |
| 25     | ハルク・ホーガン             |        | 優勝                                                                 |
| 26     | ショーン・マイケルズ         | 23     | アルティメット・ウォリアー                                           |
| 27     | ザ・バーバリアン             | 26     | ハーキュリーズ                                                       |
| 28     | リック・ルード               | 28     | ミスター・パーフェクト                                               |
| 29     | ハーキュリーズ               | 27     | リック・ルード                                                       |
| 30     | ミスター・パーフェクト       | 29     | ハルク・ホーガン                                                     |

### 第4回大会（1991年）WWF Royal Rumble 1991
- 開催日 : 1月19日
- 開催場所 : フロリダ州マイアミのマイアミ・アリーナ
- 観客動員数 : 16,000人
- ダーク・マッチ -Dark Match-

○ジェリー・サッグス vs サム・ヒューストン●
- ○ザ・ロッカーズ(ショーン・マイケルズ&マーティ・ジャネッティ) vs オリエント・エクスプレス(カトー&タナカ)（w / ミスター・フジ)●
- ○ビッグ・ボスマン vs ザ・バーバリアン（w / ボビー・ヒーナン）●
- WWF王座戦 -WWF Championship-

●アルティメット・ウォリアー(c) vs サージェント・スローター（w / ジェネラル・アドナン）○
- ○ザ・マウンティー（w / ジミー・ハート） vs ココ・B・ウェア●
- ○テッド・デビアス&バージル vs ダスティ・ローデス&ダスティン・ローデス●
- ロイヤルランブル・マッチ -Royal Rumble Match-

優勝者ハルク・ホーガン
| 入場順 | スーパースター           | 退場順 | 退場させたスーパースター            |
| 1      | ブレット・ハート         | 4      | アンダーテイカー                    |
| 2      | ディノ・ブラボー         | 1      | グレッグ・バレンタイン              |
| 3      | グレッグ・バレンタイン   | 14     | ハルク・ホーガン                    |
| 4      | ポール・ローマ           | 3      | ジェイク・ロバーツ                  |
| 5      | テキサス・トルネード     | 7      | アンダーテイカー                    |
| 6      | リック・マーテル         | 25     | デイビーボーイ・スミス              |
| 7      | サバ・シンバ             | 2      | リック・マーテル                    |
| 8      | ブッシュワッカー・ブッチ | 5      | アンダーテイカー                    |
| 9      | ジェイク・ロバーツ       | 6      | リック・マーテル                    |
| 10     | ハーキュリーズ           | 17     | ブライアン・ノッブス                |
| 11     | ティト・サンタナ         | 15     | アースクエイク                      |
| 12     | ジ・アンダーテイカー     | 9      | ホーク&アニマル                     |
| 13     | ジミー・スヌーカ         | 8      | ホーク                              |
| 14     | デイビーボーイ・スミス   | 26     | アースクエイク&ブライアン・ノッブス |
| 15     | スマッシュ               | 13     | ハルク・ホーガン                    |
| 16     | ホーク                   | 10     | ハーキュリーズ&リック・マーテル     |
| 17     | シェーン・ダグラス       | 20     | ブライアン・ノッブス                |
| 18     | ランディ・サベージ       |        | 棄権                                |
| 19     | アニマル                 | 11     | アースクエイク                      |
| 20     | クラッシュ               | 18     | ハルク・ホーガン                    |
| 21     | ジム・ドゥガン           | 12     | ミスター・パーフェクト              |
| 22     | アースクエイク           | 28     | ハルク・ホーガン                    |
| 23     | ミスター・パーフェクト   | 22     | デイビーボーイ・スミス              |
| 24     | ハルク・ホーガン         |        | 優勝                                |
| 25     | ハク                     | 24     | デイビーボーイ・スミス              |
| 26     | ジム・ナイドハート       | 23     | リック・マーテル                    |
| 27     | ブッシュワッカー・ルーク | 16     | アースクエイク                      |
| 28     | ブライアン・ノッブス     | 27     | ハルク・ホーガン                    |
| 29     | ザ・ウォーロード         | 19     | ハルク・ホーガン                    |
| 30     | タグボート               | 21     | ハルク・ホーガン                    |

### 第5回大会（1992年）WWF Royal Rumble 1992
- 開催日 : 1月19日
- 開催場所 : ニューヨーク州オールバニのニッカボッカー・アリーナ
- 観客動員数 : 17,000人
- ダーク・マッチ -Dark Match-

○クリス・ウォーカー vs ブルックリン・ブローラー●
- ○ニュー・ファウンデーション(オーエン・ハート&ジム・ナイドハート) vs オリエント・エクスプレス(カトー&タナカ)（w / ミスター・フジ)●
- WWFインターコンチネンタル王座戦 -WWF Intercontinental Championship-

●ザ・マウンティー(c)（w / ジミー・ハート） vs ロディ・パイパー○
- ○ビバリー・ブラザーズ(ブレイク&ボウ)（w / ザ・ジニアス） vs ザ・ブッシュワッカーズ(ブッチ&ルーク)●
- WWFタッグ王座戦 -WWF Tag Team Championship-

●リージョン・オブ・ドゥーム(ホーク&アニマル)(c) vs ナチュラル・ディザスターズ(アースクエイク&タイフーン)（w / ジミー・ハート）○
カウントアウトのため王座移動はなし
- ロイヤルランブル・マッチWWF王座戦 -Royal Rumble Match for the WWF Championship-

優勝者リック・フレアー
| 入場順 | スーパースター              | 退場順 | 退場させたスーパースター              |
| 1      | ブリティッシュ・ブルドッグ  | 7      | リック・フレアー                      |
| 2      | テッド・デビアス            | 1      | ブリティッシュ・ブルドッグ            |
| 3      | リック・フレアー            |        | 優勝                                  |
| 4      | ジェリー・サッグス          | 2      | ブリティッシュ・ブルドッグ            |
| 5      | キング・ハク                | 3      | ブリティッシュ・ブルドッグ            |
| 6      | ショーン・マイケルズ        | 9      | ティト・サンタナ                      |
| 7      | ティト・サンタナ            | 10     | ショーン・マイケルズ                  |
| 8      | ザ・バーバリアン            | 11     | ハーキュリーズ                        |
| 9      | テキサス・トルネード        | 8      | リック・フレアー                      |
| 10     | リポマン                    | 6      | ビッグ・ボスマン                      |
| 11     | グレッグ・バレンタイン      | 5      | リポマン                              |
| 12     | ニコライ・ボルコフ          | 4      | リポマン                              |
| 13     | ビッグ・ボスマン            | 13     | リック・フレアー                      |
| 14     | ハーキュリーズ              | 12     | ビッグ・ボスマン                      |
| 15     | ロディ・パイパー            | 26     | シッド・ジャスティス                  |
| 16     | ジェイク・ロバーツ          | 15     | ランディ・サベージ                    |
| 17     | ジム・ドゥガン              | 19     | バージル                              |
| 18     | アーウィン・R・シャイスター | 23     | ロディ・パイパー                      |
| 19     | ジミー・スヌーカ            | 14     | アンダーテイカー                      |
| 20     | ジ・アンダーテイカー        | 17     | ハルク・ホーガン                      |
| 21     | ランディ・サベージ          | 27     | シッド・ジャスティス&リック・フレアー |
| 22     | ザ・バーザーカー            | 18     | ハルク・ホーガン                      |
| 23     | バージル                    | 20     | ジム・ドゥガン                        |
| 24     | カーネル・ムスタファ        | 16     | ランディ・サベージ                    |
| 25     | リック・マーテル            | 25     | シッド・ジャスティス                  |
| 26     | ハルク・ホーガン            | 28     | シッド・ジャスティス                  |
| 27     | スキナー                    | 21     | リック・マーテル                      |
| 28     | サージェント・スローター    | 22     | シッド・ジャスティス                  |
| 29     | シッド・ジャスティス        | 29     | リック・フレアー&ハルク・ホーガン     |
| 30     | ザ・ウォーロード            | 24     | ハルク・ホーガン&シッド・ジャスティス |

### 第6回大会（1993年）WWF Royal Rumble 1993
- 開催日 : 1月24日
- 開催場所 : カリフォルニア州サクラメントのアルコ・アリーナ
- 観客動員数 : 16,000人
- ダーク・マッチ -Dark Match-

○ドインク・ザ・クラウン vs ジム・パワーズ●
- ○スタイナー・ブラザーズ(リック・スタイナー&スコット・スタイナー) vs ビバリー・ブラザーズ(ブレイク&ボウ)●
- WWFインターコンチネンタル王座戦 -WWF Intercontinental Championship-

○ショーン・マイケルズ(c) vs マーティ・ジャネッティ●
- ○バンバン・ビガロ vs ビッグ・ボスマン●
- WWF王座戦 -WWF Championship-

○ブレット・ハート(c) vs レイザー・ラモン●
- ロイヤルランブル・マッチ -Royal Rumble Match-

優勝者ヨコズナ
| 入場順 | スーパースター              | 退場順 | 退場させたスーパースター                            |
| 1      | リック・フレアー            | 4      | ミスター・パーフェクト                              |
| 2      | ボブ・バックランド          | 28     | ヨコズナ                                            |
| 3      | パパ・シャンゴ              | 1      | リック・フレアー                                    |
| 4      | テッド・デビアス            | 13     | アンダーテイカー                                    |
| 5      | ブライアン・ノッブス        | 2      | テッド・デビアス                                    |
| 6      | バージル                    | 7      | バーザーカー                                        |
| 7      | ジェリー・ローラー          | 6      | ミスター・パーフェクト                              |
| 8      | マックス・ムーン            | 3      | ジェリー・ローラー                                  |
| 9      | 天龍源一郎                  | 10     | アンダーテイカー                                    |
| 10     | ミスター・パーフェクト      | 8      | ジェリー・ローラー&ココ・B・ウェア&テッド・デビアス |
| 11     | スキナー                    | 5      | ミスター・パーフェクト                              |
| 12     | ココ・B・ウェア             | 11     | テッド・デビアス                                    |
| 13     | サムゥ                      | 9      | アンダーテイカー                                    |
| 14     | ザ・バーザーカー            | 14     | アンダーテイカー                                    |
| 15     | ジ・アンダーテイカー        | 15     | ジャイアント・ゴンザレス（乱入）                    |
| 16     | テリー・テイラー            | 12     | テッド・デビアス                                    |
| 17     | ダミアン・デメント          | 17     | カルロス・コロン                                    |
| 18     | アーウィン・R・シャイスター | 19     | アースクエイク                                      |
| 19     | タタンカ                    | 20     | ヨコズナ                                            |
| 20     | ジェリー・サッグス          | 24     | オーエン・ハート                                    |
| 21     | タイフーン                  | 16     | アースクエイク                                      |
| 22     | ファトゥ                    | 18     | ボブ・バックランド                                  |
| 23     | アースクエイク              | 22     | ヨコズナ                                            |
| 24     | カルロス・コロン            | 21     | ヨコズナ                                            |
| 25     | ティト・サンタナ            | 23     | ヨコズナ                                            |
| 26     | リック・マーテル            | 27     | ボブ・バックランド                                  |
| 27     | ヨコズナ                    |        | 優勝                                                |
| 28     | オーエン・ハート            | 25     | ヨコズナ                                            |
| 29     | リポマン                    | 26     | ランディ・サベージ                                  |
| 30     | ランディ・サベージ          | 29     | ヨコズナ                                            |

### 第7回大会（1994年）WWF Royal Rumble 1994
- 開催日 : 1月22日
- 開催場所 : ロードアイランド州プロビデンスのプロビデンス・シビック・センター
- 観客動員数 : 14,500人
- ダーク・マッチ -Dark Match-

○ブルックリン・ブローラー vs ジム・パワーズ●
- ○タタンカ vs バンバン・ビガロ（w / ルナ・バション）●
- WWFタッグ王座戦 -WWF Tag Team Championship-

○ケベッカーズ(ジャック&ピエール)(c)（w / ジョニー・ポロ） vs ブレット・ハート&オーエン・ハート●
- WWFインターコンチネンタル王座戦 -WWF Intercontinental Championship-

○レイザー・ラモン(c) vs アーウィン・R・シャイスター●
- カスケット・マッチWWF王座戦 -Casket Match for the WWF Championship-

○ヨコズナ(c)（w / ミスター・フジ、ジム・コルネット） vs ジ・アンダーテイカー（w / ポール・ベアラー）●
- ロイヤルランブル・マッチ -Royal Rumble Match-

優勝者ブレット・ハート、レックス・ルガー(同時優勝)
| 入場順 | スーパースター         | 退場順 | 退場させたスーパースター                                                                                             |
| 1      | スコット・スタイナー   | 4      | ディーゼル |
| 2      | サムゥ                 | 1      | スコット・スタイナー                                                                                                 |
| 3      | リック・スタイナー     | 2      | オーエン・ハート |
| 4      | クワン                 | 6      | ディーゼル |
| 5      | オーエン・ハート       | 5      | ディーゼル |
| 6      | バート・ガン           | 3      | ディーゼル |
| 7      | ディーゼル             | 13     | バンバン・ビガロ&メイブル&スパーキー・プラグ&クラッシュ                                                              |
| 8      | ボブ・バックランド     | 7      | ディーゼル |
| 9      | ビリー・ガン           | 8      | ディーゼル |
| 10     | バージル               | 9      | ディーゼル |
| 11     | ランディ・サベージ     | 11     | クラッシュ |
| 12     | ジェフ・ジャレット     | 10     | ランディ・サベージ                                                                                                   |
| 13     | クラッシュ             | 16     | レックス・ルガー&スパーキー・プラグ&ブレット・ハート                                                                 |
| 14     | ドインク・ザ・クラウン | 12     | バンバン・ビガロ |
| 15     | バンバン・ビガロ       | 23     | レックス・ルガー |
| 16     | メイブル               | 14     | グレッグ・バレンタイン&タタンカ&グレート・カブキ&バンバン・ビガロ&クラッシュ&スパーキー・プラグ&ショーン・マイケルズ |
| 17     | スパーキー・プラグ     | 17     | ブレット・ハート&ショーン・マイケルズ                                                                                |
| 18     | ショーン・マイケルズ   | 27     | レックス・ルガー |
| 19     | モー                   | 21     | ファトゥ |
| 20     | グレッグ・バレンタイン | 18     | リック・マーテル |
| 21     | タタンカ               | 22     | バンバン・ビガロ |
| 22     | ザ・グレート・カブキ   | 15     | レックス・ルガー |
| 23     | レックス・ルガー       |        | 優勝 |
| 24     | 天龍源一郎             | 25     | ブレット・ハート&レックス・ルガー                                                                                    |
| 25     | バスチャン・ブーガー   |        | 棄権 |
| 26     | リック・マーテル       | 19     | タタンカ |
| 27     | ブレット・ハート       |        | 優勝 |
| 28     | ファトゥ               | 26     | ブレット・ハート |
| 29     | マーティ・ジャネッティ | 24     | ショーン・マイケルズ                                                                                                 |
| 30     | アダム・ボム           | 20     | レックス・ルガー |

### 第8回大会（1995年）WWF Royal Rumble 1995
- 開催日 : 1月22日
- 開催場所 : フロリダ州タンパのUSFサン・ドーム
- 観客動員数 : 10,000人
- ダーク・マッチ -Dark Match-

○バック・クォーターメイン vs ブルックリン・ブローラー●
- WWFインターコンチネンタル王座戦 -WWF Intercontinental Championship-

●レイザー・ラモン(c) vs ジェフ・ジャレット（w / ザ・ローディー）○
- ○ジ・アンダーテイカー（w / ポール・ベアラー） vs アーウィン・R・シャイスター（w / テッド・デビアス）●
- WWF王座戦 -WWF Championship-

△ディーゼル vs ブレット・ハート△
- WWFタッグ王座戦 -vacant WWF Tag Team Championship-

○ボブ・ホーリー&1-2-3キッド vs タタンカ&バンバン・ビガロ（w / テッド・デビアス）●
- ロイヤルランブル・マッチ -Royal Rumble Match-

優勝者ショーン・マイケルズ
| 入場順 | スーパースター             | 退場順 | 退場させたスーパースター        |
| 1      | ショーン・マイケルズ       |        | 優勝                            |
| 2      | ブリティッシュ・ブルドッグ | 29     | ショーン・マイケルズ            |
| 3      | イーライ・ブルー           | 9      | シオネ                          |
| 4      | デューク・ドローズ         | 3      | ショーン・マイケルズ            |
| 5      | ジミー・デル・レイ         | 1      | ブリティッシュ・ブルドッグ      |
| 6      | シオネ                     | 10     | イーライ・ブルー                |
| 7      | トム・プリチャード         | 6      | ショーン・マイケルズ            |
| 8      | ドインク・ザ・クラウン     | 7      | クワン                          |
| 9      | クワン                     | 8      | シオネ                          |
| 10     | リック・マーテル           | 5      | シオネ                          |
| 11     | オーエン・ハート           | 2      | ブリティッシュ・ブルドッグ      |
| 12     | ティモシー・ウェル         | 4      | ブリティッシュ・ブルドッグ      |
| 13     | ブッシュワッカー・ルーク   | 11     | ショーン・マイケルズ            |
| 14     | ジェイコブ・ブルー         | 12     | ショーン・マイケルズ            |
| 15     | キングコング・バンディ     | 14     | メイブル                        |
| 16     | モー                       | 13     | キングコング・バンディ          |
| 17     | メイブル                   | 16     | レックス・ルガー                |
| 18     | ブッシュワッカー・ブッチ   | 15     | ショーン・マイケルズ            |
| 19     | レックス・ルガー           | 27     | ショーン・マイケルズ&クラッシュ |
| 20     | マンター                   | 18     | レックス・ルガー                |
| 21     | アルド・モントーヤ         | 23     | ショーン・マイケルズ            |
| 22     | ヘンリー・ゴッドウィン     | 26     | レックス・ルガー                |
| 23     | ビリー・ガン               | 20     | クラッシュ&ディック・マードック |
| 24     | バート・ガン               | 19     | クラッシュ&ディック・マードック |
| 25     | ボブ・バックランド         | 17     | レックス・ルガー                |
| 26     | スティーブン・ダン         | 21     | アルド・モントーヤ              |
| 27     | ディック・マードック       | 25     | ヘンリー・ゴッドウィン          |
| 28     | アダム・ボム               | 22     | クラッシュ                      |
| 29     | ファトゥ                   | 24     | クラッシュ                      |
| 30     | クラッシュ                 | 28     | ブリティッシュ・ブルドッグ      |

### 第9回大会（1996年）WWF Royal Rumble 1996
- 開催日 : 1月21日
- 開催場所 : カリフォルニア州フレズノのセランド・アリーナ
- 観客動員数 : 9,600人
- フリー・フォー・オール・マッチ -Free For All Match-

○デューク・ドローズ vs ハンター・ハースト・ヘルムスリー●
- ○アーメッド・ジョンソン vs ジェフ・ジャレット●
- WWFタッグ王座戦 -WWF Tag Team Championship-

○ザ・スモーキン・ガンズ(ビリー・ガン&バート・ガン)(c) vs ボディー・ドナーズ(スキップ&ジップ)（w / サニー）●
- WWFインターコンチネンタル王座戦 -WWF Intercontinental Championship-

●レイザー・ラモン(c) vs ゴールダスト（w / マレーナ）○
- ロイヤルランブル・マッチ -Royal Rumble Match-

優勝者ショーン・マイケルズ
| 入場順 | スーパースター                   | 退場順 | 退場させたスーパースター        |
| 1      | ハンター・ハースト・ヘルムスリー | 19     | ディーゼル                      |
| 2      | ヘンリー・ゴッドウィン           | 2      | ジェイク・ロバーツ              |
| 3      | ボブ・バックランド               | 1      | ヨコズナ                        |
| 4      | ジェリー・ローラー               | 16     | ショーン・マイケルズ            |
| 5      | ボブ・ホーリー                   | 18     | リングマスター                  |
| 6      | キング・メイブル                 | 3      | ヨコズナ                        |
| 7      | ジェイク・ロバーツ               | 6      | ベイダー                        |
| 8      | ドリー・ファンク・ジュニア       | 5      | サビオ・ベガ                    |
| 9      | ヨコズナ                         | 11     | ショーン・マイケルズ            |
| 10     | 1-2-3キッド                      | 13     | ショーン・マイケルズ            |
| 11     | 大森隆男                         | 4      | ジェイク・ロバーツ              |
| 12     | サビオ・ベガ                     | 10     | ベイダー                        |
| 13     | ベイダー                         | 12     | ショーン・マイケルズ            |
| 14     | ダグ・ギルバート                 | 7      | ベイダー                        |
| 15     | ヘッドハンターA                  | 8      | ベイダー                        |
| 16     | ヘッドハンターB                  | 9      | ヨコズナ                        |
| 17     | オーエン・ハート                 | 21     | ショーン・マイケルズ&ディーゼル |
| 18     | ショーン・マイケルズ             |        | 優勝                            |
| 19     | 白使                             | 14     | オーエン・ハート                |
| 20     | タタンカ                         | 17     | ディーゼル                      |
| 21     | アルド・モントーヤ               | 15     | タタンカ                        |
| 22     | ディーゼル                       | 29     | ショーン・マイケルズ            |
| 23     | カマ                             | 28     | ディーゼル                      |
| 24     | ザ・リングマスター               | 23     | ファトゥ                        |
| 25     | バリー・ホロウィッツ             | 20     | オーエン・ハート                |
| 26     | ファトゥ                         | 24     | アイザック・ヤンカム            |
| 27     | アイザック・ヤンカム             | 25     | ショーン・マイケルズ            |
| 28     | マーティ・ジャネッティ           | 22     | ブリティッシュ・ブルドッグ      |
| 29     | ブリティッシュ・ブルドッグ       | 27     | ショーン・マイケルズ            |
| 30     | デューク・ドローズ               | 26     | カマ&ディーゼル                 |

- WWF王座戦 -WWF Championship-

●ブレット・ハート(c) vs ジ・アンダーテイカー（w / ポール・ベアラー）○
王者の反則負けのため王座移動はなし

### 第10回大会（1997年）WWF Royal Rumble 1997
- 開催日 : 1月19日
- 開催場所 : テキサス州サンアントニオのアラモドーム
- 観客動員数 : 60,525人
- フリー・フォー・オール・マッチ -Free For All Match-

○ペロ・アグアヨ・ジュニア&ベノム vs マニアコ&モスコ・デ・ラ・メルセー
- フリー・フォー・オール・マッチ -Free For All Match-

○オクタゴン&ブルー・デーモン・ジュニア&ティニエブラス・ジュニア vs ヘビー・メタル&アビスモ・ネグロ&イステリア●
- フリー・フォー・オール・マッチ -Free For All Match-

○マスカリータ・サグラダ&ラ・パルキータ vs ミニ・マンカインド&ミニ・ベイダー●
- WWFインターコンチネンタル王座戦 -WWF Intercontinental Championship-

○ハンター・ハースト・ヘルムスリー（w / ミスター・ヒューズ）(c) vs ゴールダスト（w / マレーナ）●
- ○アーメッド・ジョンソン vs ファルーク（w / ネーション・オブ・ドミネーション）●
- ○ベイダー vs ジ・アンダーテイカー●
- ○エクトール・ガルサ&ペロ・アグアヨ&カネック vs ジェリー・エストラーダ&ヘビー・メタル&フエルサ・ゲレーラ●
- ロイヤルランブル・マッチ -Royal Rumble Match-

優勝者"ストーンコールド" スティーブ・オースチン
| 入場順 | スーパースター                   | 退場順 | 退場させたスーパースター   |
| 1      | クラッシュ                       | 3      | フィアニス・ゴッドウィン   |
| 2      | アーメッド・ジョンソン           | 2      | 自ら落下                   |
| 3      | レイザー・ラモンII               | 1      | アーメッド・ジョンソン     |
| 4      | フィニアス・ゴッドウィン         | 4      | スティーブ・オースチン     |
| 5      | スティーブ・オースチン           |        | 優勝                       |
| 6      | バート・ガン                     | 5      | スティーブ・オースチン     |
| 7      | ジェイク・ロバーツ               | 6      | スティーブ・オースチン     |
| 8      | ブリティッシュ・ブルドッグ       | 8      | オーエン・ハート           |
| 9      | ピエロー・ジュニア               | 10     | ミル・マスカラス           |
| 10     | ザ・サルタン                     | 7      | ブリティッシュ・ブルドッグ |
| 11     | ミル・マスカラス                 | 11     | 自ら落下                   |
| 12     | ハンター・ハースト・ヘルムスリー | 12     | ゴールダスト               |
| 13     | オーエン・ハート                 | 17     | スティーブ・オースチン     |
| 14     | ゴールダスト                     | 13     | オーエン・ハート           |
| 15     | シベルネティコ                   | 9      | ミル・マスカラス           |
| 16     | マーク・メロ                     | 16     | スティーブ・オースチン     |
| 17     | ラテン・ラバー                   | 14     | ファルーク                 |
| 18     | ファルーク                       | 15     | 自ら落下                   |
| 19     | サビオ・ベガ                     | 18     | スティーブ・オースチン     |
| 20     | ジェシー・ジェイムス             | 19     | スティーブ・オースチン     |
| 21     | ブレット・ハート                 | 29     | スティーブ・オースチン     |
| 22     | ジェリー・ローラー               | 20     | ブレット・ハート           |
| 23     | ディーゼルII                     | 28     | ブレット・ハート           |
| 24     | テリー・ファンク                 | 24     | マンカインド               |
| 25     | ロッキー・メイビア               | 23     | マンカインド               |
| 26     | マンカインド                     | 25     | アンダーテイカー           |
| 27     | フラッシュ・ファンク             | 21     | ベイダー                   |
| 28     | ベイダー                         | 26     | スティーブ・オースチン     |
| 29     | ヘンリー・ゴッドウィン           | 22     | アンダーテイカー           |
| 30     | ジ・アンダーテイカー             | 27     | スティーブ・オースチン     |

- WWF王座戦 -WWF Championship-

●サイコ・シッド(c) vs ショーン・マイケルズ（w / ホセ・ロザリオ）○

### 第11回大会（1998年）WWF Royal Rumble 1998
- 開催日 : 1月18日
- 開催場所 : カリフォルニア州サンノゼのサンノゼ・アリーナ
- 観客動員数 : 18,542人
- ○ベイダー vs ジ・アーティスト・フォーマリー・ノウン・アズ・ゴールダスト（w / ルナ・バション）●
- ○マックス・ミニ&モザイク&ノヴァ vs バタリオン&タランチュラ&エル・トリト● 特別レフェリー：サニー
- WWFインターコンチネンタル王座戦 -WWF Intercontinental Championship-

○"ザ・ロック" ロッキー・メイビア(c) vs ケン・シャムロック●
ケン・シャムロックの反則負け
- WWFタッグ王座戦 -WWF Tag Team Championship-

●ニュー・エイジ・アウトローズ(ロード・ドッグ&ビリー・ガン)(c) vs リージョン・オブ・ドゥーム(ホーク&アニマル)○
王者組の反則負けのため王座移動はなし
- ロイヤルランブル・マッチ -Royal Rumble Match-

優勝者"ストーンコールド" スティーブ・オースチン
| 入場順 | スーパースター                                             | 退場順 | 退場させたスーパースター                                                             |
| 1      | カクタス・ジャック                                         | 2      | チェーンソー・チャーリー                                                             |
| 2      | チェーンソー・チャーリー                                   | 6      | マンカインド                                                                         |
| 3      | トム・ブランディ                                           | 1      | カクタス・ジャック&チェーンソー・チャーリー                                          |
| 4      | ロッキー・メイビア                                         | 28     | スティーブ・オースチン                                                               |
| 5      | モッシュ                                                   | 3      | クルガン                                                                             |
| 6      | フィニアス・ゴッドウィン                                   | 12     | マーク・ヘンリー                                                                     |
| 7      | 8ボール                                                    | 14     | スティーブ・オースチン                                                               |
| 8      | ブラックジャック・ブラッドショー                           | 15     | デュード・ラブ                                                                       |
| 9      | オーエン・ハート                                           | 10     | トリプルH&チャイナ                                                                   |
| 10     | スティーブ・ブラックマン                                   | 4      | クルガン                                                                             |
| 11     | ディーロ・ブラウン                                         | 16     | ファルーク                                                                           |
| 12     | クルガン                                                   | 5      | 8ボール&フィアニス・ゴッドウィン&ブラックジャック・ブラッドショー&ケン・シャムロック |
| 13     | マーク・メロ                                               | 13     | スティーブ・オースチン                                                               |
| 14     | ケン・シャムロック                                         | 9      | ロッキー・メイビア                                                                   |
| 15     | スラッシャー                                               | 18     | スティーブ・オースチン                                                               |
| 16     | マンカインド                                               | 7      | ゴールダスト                                                                         |
| 17     | ジ・アーティスト・フォーマリー・ノウン・アズ・ゴールダスト | 23     | チェインズ                                                                           |
| 18     | ジェフ・ジャレット                                         | 8      | オーエン・ハート                                                                     |
| 19     | ホンキー・トンク・マン                                     | 17     | ベイダー                                                                             |
| 20     | アーメッド・ジョンソン                                     | 11     | マーク・ヘンリー&ディーロ・ブラウン                                                  |
| 21     | マーク・ヘンリー                                           | 25     | ファルーク                                                                           |
| 22     | スカル                                                     |        | 怪我により棄権                                                                       |
| 23     | カマ・ムスタファ                                           | 19     | スティーブ・オースチン                                                               |
| 24     | スティーブ・オースチン                                     |        | 優勝                                                                                 |
| 25     | ヘンリー・ゴッドウィン                                     | 22     | 自ら落下                                                                             |
| 26     | サビオ・ベガ                                               | 20     | スティーブ・オースチン                                                               |
| 27     | ファルーク                                                 | 27     | ロッキー・メイビア                                                                   |
| 28     | デュード・ラブ                                             | 26     | ファルーク                                                                           |
| 29     | チェインズ                                                 | 24     | スティーブ・オースチン                                                               |
| 30     | ベイダー                                                   | 21     | ゴールダスト                                                                         |

- キャスケット・マッチWWF王座戦 -Casket Match for the WWF Championship-

○ショーン・マイケルズ(c)（w / トリプルH＆チャイナ） vs ジ・アンダーテイカー●

### 第12回大会（1999年）WWF Royal Rumble 1999
- 開催日 : 1月24日
- 開催場所 : カリフォルニア州アナハイムのアローヘッド・ポンド
- 観客動員数 : 14,800人
- 公式大会曲 : The Chris Warren Band - No Chance in Hell
- サンデー・ナイト・ヒート・マッチ -Sunday Night HEAT Match-

○クリスチャン vs ジェフ・ハーディー●
- サンデー・ナイト・ヒート・マッチ -Sunday Night HEAT Match-

○ボブ・ホーリー&スコーピオ vs トゥー・マッチ(ブライアン・クリストファー&スコット・テイラー)●
- サンデー・ナイト・ヒート・マッチ -Sunday Night HEAT Match-

○マンカインド vs メイブル●
- ○ビッグ・ボスマン vs ロード・ドッグ●
- WWFインターコンチネンタル王座戦 -WWF Intercontinental Championship-

○ケン・シャムロック(c) vs ビリー・ガン●
- WWFヨーロピアン王座戦 -WWF European Championship-

○Xパック(c) vs ギャングレル●
- ストラップ・マッチWWF女子王座戦 -Strap Match for the WWF Women's Championship-

○セイブル(c) vs ルナ・バション（w / シェイン・マクマホン）●
- "アイ・クイット" マッチ形式WWF王座戦 -"I Quit" Match for the WWF Championship-

●マンカインド(c) vs ザ・ロック○
- ロイヤルランブル・マッチ -Royal Rumble Match-

優勝者ミスター・マクマホン
| 入場順 | スーパースター                            | 退場順 | 退場させたスーパースター             |
| 1      | "ストーンコールド" スティーブ・オースチン | 29     | ミスター・マクマホン                 |
| 2      | ミスター・マクマホン                      |        | 優勝                                 |
| 3      | ゴルガ                                    | 1      | スティーブ・オースチン               |
| 4      | ドロズ                                    | 7      | メイブル                             |
| 5      | エッジ                                    | 8      | ロード・ドッグ                       |
| 6      | ギルバーグ                                | 2      | エッジ                               |
| 7      | スティーブ・ブラックマン                  | 4      | メイブル                             |
| 8      | ダン・スバーン                            | 3      | メイブル                             |
| 9      | タイガー・アリ・シン                      | 5      | メイブル                             |
| 10     | ブルー・ミーニー                          | 6      | メイブル                             |
| 11     | メイブル                                  | 9      | ミディオン&ブラッドショー&ファルーク |
| 12     | ロード・ドッグ                            | 12     | ケイン                               |
| 13     | ギャングレル                              | 10     | ロード・ドッグ                       |
| 14     | クルガン                                  | 13     | ケイン                               |
| 15     | アル・スノー                              | 11     | ロード・ドッグ                       |
| 16     | ゴールダスト                              | 15     | ケイン                               |
| 17     | ザ・ゴッドファーザー                      | 14     | ケイン                               |
| 18     | ケイン                                    | 16     | 自ら落下                             |
| 19     | ケン・シャムロック                        | 17     | スティーブ・オースチン               |
| 20     | ビリー・ガン                              | 18     | スティーブ・オースチン               |
| 21     | テスト                                    | 19     | スティーブ・オースチン               |
| 22     | ビッグ・ボスマン                          | 28     | スティーブ・オースチン               |
| 23     | トリプルH                                 | 25     | スティーブ・オースチン               |
| 24     | バル・ビーナス                            | 24     | トリプルH                            |
| 25     | Xパック                                   | 20     | ビッグ・ボスマン                     |
| 26     | マーク・ヘンリー                          | 22     | チャイナ                             |
| 27     | ジェフ・ジャレット                        | 21     | トリプルH                            |
| 28     | ディーロ・ブラウン                        | 27     | ビッグ・ボスマン                     |
| 29     | オーエン・ハート                          | 26     | スティーブ・オースチン               |
| 30     | チャイナ                                  | 23     | スティーブ・オースチン               |

### 第13回大会（2000年）WWF Royal Rumble 2000
- 開催日 : 1月23日
- 開催場所 : ニューヨーク州ニューヨークシティのマディソン・スクエア・ガーデン
- 観客動員数 : 19,200人
- ○タズ vs カート・アングル●
- テーブル・マッチ -Table Match-

○ハーディー・ボーイズ（マット・ハーディー＆ジェフ・ハーディー） vs ダッドリー・ボーイズ（ババ・レイ・ダッドリー＆ディーボン・ダッドリー）●
- ミス・ロイヤルランブル2000コンペティション -Miss Royal Rumble 2000 Competition-

優勝者メイ・ヤング
以下、出場者一覧 メイ・ヤング、ザ・キャット、アイボリー、ジャクリーン、テリー、B.B.、ルナ
- トリプルスレットWWFインターコンチネンタル王座戦 -Triple Threat Match for the WWF Intercontinental Championship-

○クリス・ジェリコ(c) vs チャイナ(c)● vs ハードコア・ホーリー
ジェリコとチャイナで分割されていたインターコンチネンタル王座が統一
- WWFタッグ王座戦 -WWF Tag Team Championship-

○ニュー・エイジ・アウトローズ（ロード・ドッグ＆ビリー・ガン）(c) vs アコライツ（ブラッドショー＆ファルーク）●
- ストリート・ファイトWWF王座戦 -Street Fight Match for the WWF Championship-

○トリプルH(c)（w / ステファニー・マクマホン-ヘルムスリー） vs カクタス・ジャック●
- ロイヤルランブル・マッチ -Royal Rumble Match-

優勝者ザ・ロック
| 入場順 | スーパースター             | 退場順 | 退場させたスーパースター                                                                  |
| 1      | ディーロ・ブラウン         | 3      | リキシ                                                                                    |
| 2      | グランマスタ・セクセイ     | 4      | リキシ（スコッティ・2・ホッティと共に落下）                                               |
| 3      | モッシュ                   | 1      | リキシ                                                                                    |
| 4      | クリスチャン               | 2      | リキシ                                                                                    |
| 5      | リキシ                     | 8      | ビッグ・ボスマン&テスト&ブリティッシュ・ブルドッグ&ギャングレル&エッジ&ボブ・バックランド |
| 6      | スコッティ・2・ホッティ    | 4      | リキシ（グランマスタ・セクセイと共に落下）                                                |
| 7      | スティーブ・ブラックマン   | 6      | リキシ                                                                                    |
| 8      | ヴィセラ                   | 7      | リキシ                                                                                    |
| 9      | ビッグ・ボスマン           | 15     | ザ・ロック                                                                                |
| 10     | テスト                     | 17     | ビッグ・ショー                                                                            |
| 11     | ブリティッシュ・ブルドッグ | 13     | ロード・ドッグ                                                                            |
| 12     | ギャングレル               | 18     | ビッグ・ショー                                                                            |
| 13     | エッジ                     | 14     | アル・スノー＆バル・ビーナス                                                              |
| 14     | ボブ・バックランド         | 9      | クリス・ジェリコ                                                                          |
| 15     | クリス・ジェリコ           | 10     | チャイナ                                                                                  |
| 16     | クラッシュ・ホーリー       | 16     | ザ・ロック                                                                                |
| 17     | チャイナ                   | 11     | ビッグ・ボスマン                                                                          |
| 18     | ファルーク                 | 12     | ビッグ・ボスマン                                                                          |
| 19     | ロード・ドッグ             | 25     | ビリー・ガン                                                                              |
| 20     | アル・スノー               | 24     | ザ・ロック                                                                                |
| 21     | バル・ビーナス             | 20     | ケイン                                                                                    |
| 22     | プリンス・アルバート       | 21     | ケイン                                                                                    |
| 23     | ハードコア・ホーリー       | 22     | アル・スノー                                                                              |
| 24     | ザ・ロック                 |        | 優勝                                                                                      |
| 25     | ビリー・ガン               | 26     | ケイン                                                                                    |
| 26     | ビッグ・ショー             | 29     | ザ・ロック                                                                                |
| 27     | ブラッドショー             | 19     | ロード・ドッグ＆ビリー・ガン                                                              |
| 28     | ケイン                     | 27     | X-パック                                                                                  |
| 29     | ゴッドファーザー           | 23     | ビッグ・ショー                                                                            |
| 30     | X-パック                   | 28     | ビッグ・ショー                                                                            |

### 第14回大会（2001年）WWF Royal Rumble 2001
- 開催日 : 1月21日
- 開催場所 : ルイジアナ州ニューオーリンズのニューオーリンズ・アリーナ
- 観客動員数 : 16,056人
- サンデー・ナイト・ヒート・マッチ -Sunday Night HEAT Match-

○ロー・ダウン(ディーロ・ブラウン&チャズ)（w / タイガー・アリ・シン） vs カイエンタイ(TAKAみちのく&フナキ)●
- WWFタッグ王座戦 -WWF Tag Team Championship-

●エッジ＆クリスチャン(c) vs ダッドリー・ボーイズ（ババ・レイ・ダッドリー＆ディーボン・ダッドリー）○
- ラダー・マッチWWFインターコンチネンタル王座戦 -Ladder Match for the WWF Intercontinental Championship-

●クリス・ベノワ(c) vs クリス・ジェリコ○
- WWF女子王座戦 -WWF Women's Championship-

○アイボリー(c)（w / スティーブン・リチャーズ） vs チャイナ●
- WWF王座戦 -WWF Championship-

○カート・アングル(c)（w / トリッシュ・ストラタス） vs トリプルH（w / ステファニー・マクマホン-ヘルムスリー）●
試合終盤、スティーブ・オースチンがトリプルHを襲撃
- ロイヤルランブル・マッチ -Royal Rumble Match-

優勝者"ストーンコールド" スティーブ・オースチン
| 入場順 | スーパースター                                                                | 退場順 | 退場させたスーパースター               |
| 1      | ジェフ・ハーディー                                                            | 4      | マット・ハーディーと共に落下           |
| 2      | ブル・ブキャナン                                                              | 1      | ジェフ・ハーディー＆マット・ハーディー |
| 3      | マット・ハーディー                                                            | 3      | ジェフ・ハーディ                       |
| 4      | ファルーク                                                                    | 2      | ジェフ・ハーディー＆マット・ハーディー |
| 5      | ドリュー・キャリー                                                            | 5      | 自らトップロープを越え逃走             |
| 6      | ケイン                                                                        | 29     | スティーブ・オースチン                 |
| 7      | レイヴェン                                                                    | 9      | ケイン                                 |
| 8      | アル・スノー（入場時間前に乱入）                                              | 8      | ケイン                                 |
| 9      | ペリー・サターン                                                              | 10     | ケイン                                 |
| 10     | スティーブ・ブラックマン                                                      | 7      | ケイン                                 |
| 11     | グランマスタ・セクセイ                                                        | 6      | ケイン                                 |
| 12     | ホンキー・トンク・マン                                                        | 11     | ケイン                                 |
| 13     | ザ・ロック                                                                    | 28     | ケイン                                 |
| 14     | グッドファーザー                                                              | 12     | ザ・ロック                             |
| 15     | タズ                                                                          | 13     | ケイン                                 |
| 16     | ブラッドショー                                                                | 18     | ジ・アンダーテイカー                   |
| 17     | アルバート                                                                    | 20     | ケイン                                 |
| 18     | ハードコア・ホーリー                                                          | 21     | ジ・アンダーテイカー                   |
| 19     | K-クイック                                                                    | 16     | ビッグ・ショー                         |
| 20     | バル・ビーナス                                                                | 22     | ジ・アンダーテイカー                   |
| 21     | ウィリアム・リーガル                                                          | 14     | テスト                                 |
| 22     | テスト                                                                        | 15     | ビッグ・ショー                         |
| 23     | ビッグ・ショー                                                                | 17     | ザ・ロック                             |
| 24     | クラッシュ・ホーリー                                                          | 19     | ケイン                                 |
| 25     | ジ・アンダーテイカー                                                          | 25     | リキシ                                 |
| 26     | スコッティ・2・ホッティ                                                       | 23     | ケイン＆ジ・アンダーテイカー           |
| 27     | スティーブ・オースチン（入場中にトリプルHの報復を受け、リキシ入場時まで離脱） |        | 優勝                                   |
| 28     | ビリー・ガン                                                                  | 27     | スティーブ・オースチン                 |
| 29     | ハク                                                                          | 24     | スティーブ・オースチン                 |
| 30     | リキシ                                                                        | 26     | ザ・ロック                             |

### 第15回大会（2002年）WWF Royal Rumble 2002
- 開催日 : 1月20日
- 開催場所 : ジョージア州アトランタのフィリップス・アリーナ
- 観客動員数 : 12,915人
- 公式大会曲 : Kid Rock - Cocky
- WWFタッグ王座戦 -WWF Tag Team Championship-

○スパイク・ダッドリー＆タズ(c) vs ダッドリー・ボーイズ（ババ・レイ・ダッドリー＆ディーボン・ダッドリー）（w / ステイシー・キーブラー）●
- WWFインターコンチネンタル王座戦 -WWF Intercontinental Championship-

●エッジ(c) vs ウィリアム・リーガル○
- WWF女子王座戦 -WWF Women's Championship- 特別レフェリー ジャクリーン

○トリッシュ・ストラタス(c) vs ジャズ●
- ストリート・ファイト・マッチ -Street Fight Match-

○リック・フレアー vs ミスター・マクマホン●
- WWF統一王座戦 -WWF Undisputed Championship-

○クリス・ジェリコ(c) vs ザ・ロック●
- ロイヤルランブル・マッチ -Royal Rumble Match-

優勝者トリプルH
| 入場順 | スーパースター                            | 退場順 | 退場させたスーパースター          |
| 1      | リキシ                                    | 6      | ジ・アンダーテイカー              |
| 2      | ゴールダスト                              | 4      | ジ・アンダーテイカー              |
| 3      | ビッグ・ボスマン                          | 1      | リキシ                            |
| 4      | ブラッドショー                            | 3      | ビリー                            |
| 5      | ランス・ストーム                          | 2      | アル・スノー                      |
| 6      | アル・スノー                              | 5      | ジ・アンダーテイカー              |
| 7      | ビリー                                    | 7      | ジ・アンダーテイカー              |
| 8      | ジ・アンダーテイカー                      | 10     | メイヴェン                        |
| 9      | マット・ハーディー                        | 9      | ジ・アンダーテイカー              |
| 10     | ジェフ・ハーディー                        | 8      | ジ・アンダーテイカー              |
| 11     | メイヴェン                                | 11     | 棄権（テイカーによる報復）        |
| 12     | スコッティ・2・ホッティ                   | 12     | ダイヤモンド・ダラス・ペイジ      |
| 13     | クリスチャン                              | 16     | スティーブ・オースチン            |
| 14     | ダイヤモンド・ダラス・ペイジ              | 13     | クリスチャン                      |
| 15     | チャック                                  | 17     | スティーブ・オースチン            |
| 16     | ゴッドファーザー                          | 15     | クリスチャン&チャック             |
| 17     | アルバート                                | 14     | クリスチャン&チャック             |
| 18     | ペリー・サターン                          | 18     | スティーブ・オースチン            |
| 19     | "ストーンコールド" スティーブ・オースチン | 27     | カート・アングル                  |
| 20     | バル・ビーナス                            | 19     | スティーブ・オースチン            |
| 21     | テスト                                    | 20     | スティーブ・オースチン            |
| 22     | トリプルH                                 |        | 優勝                              |
| 23     | ザ・ハリケーン                            | 21     | トリプルH＆スティーブ・オースチン |
| 24     | ファルーク                                | 22     | スティーブ・オースチン            |
| 25     | ミスター・パーフェクト                    | 28     | トリプルH                         |
| 26     | カート・アングル                          | 29     | トリプルH                         |
| 27     | ビッグ・ショー                            | 23     | ケイン                            |
| 28     | ケイン                                    | 24     | カート・アングル                  |
| 29     | ロブ・ヴァン・ダム                        | 25     | ブッカー・T                       |
| 30     | ブッカー・T                               | 26     | スティーブ・オースチン            |

### 第16回大会（2003年）WWE Royal Rumble 2003
- 開催日 : 1月19日
- 開催場所 : マサチューセッツ州ボストンのフリート・センター
- 観客動員数 : 15,338人
- 公式大会曲 : Trust Company - Falling Apart
- サンデー・ナイト・ヒート・マッチ -Sunday Night HEAT Match-（RAW）

○スパイク・ダッドリー vs スティーブン・リチャーズ（w / ビクトリア）●
- ロイヤルランブル・マッチ出場者決定戦 -Royal Rumble Qualification Match-（SmackDown!）

○ブロック・レスナー vs ビッグ・ショー（w / ポール・ヘイマン）●
- 世界タッグ王座戦 -World Tag Team Championship-（RAW）

●ランス・ストーム＆ウィリアム・リーガル(c) vs ダッドリー・ボーイズ（ババ・レイ・ダッドリー＆ディーボン・ダッドリー）○
- ○トリー・ウィルソン vs ドーン・マリー●（SmackDown!）
- 世界ヘビー級王座戦 -World Heavyweight Championship-（RAW）

●トリプルH(c) vs スコット・スタイナー○
トリプルHの反則負けの為王座移動は無し
- WWE王座戦 -WWE Championship-（SmackDown!）

○カート・アングル(c) vs クリス・ベノワ●
- ロイヤルランブル・マッチ -Royal Rumble Match-

優勝者ブロック・レスナー
| 入場順 | スーパースター           | 退場順 | 退場させたスーパースター                     |
| 1      | ショーン・マイケルズ     | 1      | クリス・ジェリコ                             |
| 2      | クリス・ジェリコ         | 14     | テスト                                       |
| 3      | クリス・ノウィンスキー   | 2      | レイ・ミステリオ                             |
| 4      | レイ・ミステリオ         | 3      | クリス・ジェリコ                             |
| 5      | エッジ                   | 10     | クリス・ジェリコ                             |
| 6      | クリスチャン             | 9      | クリス・ジェリコ                             |
| 7      | チャボ・ゲレロ           | 8      | エッジ                                       |
| 8      | タジリ                   | 6      | クリス・ジェリコ                             |
| 9      | ビル・デモット           | 4      | エッジ                                       |
| 10     | トミー・ドリーマー       | 5      | クリス・ジェリコ＆クリスチャン               |
| 11     | B-2                      | 7      | エッジ                                       |
| 12     | ロブ・ヴァン・ダム       | 26     | ケイン                                       |
| 13     | マット・ハーディー       | 21     | ブロック・レスナー                           |
| 14     | エディ・ゲレロ           | 13     | ブッカー・T                                  |
| 15     | ジェフ・ハーディー       | 11     | ロブ・ヴァン・ダム                           |
| 16     | ロージー                 | 12     | ケイン                                       |
| 17     | テスト                   | 17     | バティスタ                                   |
| 18     | ジョン・シナ             | 22     | ジ・アンダーテイカー                         |
| 19     | チャーリー・ハース       | 20     | ブロック・レスナー                           |
| 20     | リキシ                   | 18     | バティスタ                                   |
| 21     | ジャマール               | 23     | ジ・アンダーテイカー                         |
| 22     | ケイン                   | 28     | ジ・アンダーテイカー                         |
| 23     | シェルトン・ベンジャミン | 19     | ジョン・シナ                                 |
| 24     | ブッカー・T              | 16     | シェルトン・ベンジャミン＆チャーリー・ハース |
| 25     | A-トレイン               | 25     | ケイン＆ロブ・ヴァン・ダム                   |
| 26     | メイヴェン               | 24     | ジ・アンダーテイカー                         |
| 27     | ゴールダスト             | 22     | チャーリー・ハース                           |
| 28     | バティスタ               | 27     | ジ・アンダーテイカー                         |
| 29     | ブロック・レスナー       |        | 優勝                                         |
| 30     | ジ・アンダーテイカー     | 29     | ブロック・レスナー                           |

### 第17回大会（2004年）WWE Royal Rumble 2004
- 開催日 : 1月25日
- 開催場所 : ペンシルベニア州フィラデルフィアのワコビア・センター
- 観客動員数 : 17,289人
- 公式大会曲 : Puddle Of Mudd - Nothing Left To Lose
- サンデー・ナイト・ヒート・マッチ -Sunday Night HEAT Match-（RAW）

○ビクトリア（w / スティーブン・リチャーズ） vs モーリー・ホーリー●
- テーブル・マッチ世界タッグ王座戦 -Tables Match for the World Tag Team Championship-（RAW）

○エボリューション（リック・フレアー＆バティスタ）(c) vs ダッドリー・ボーイズ（ババ・レイ・ダッドリー＆ディーボン・ダッドリー）●
- WWEクルーザー級王座戦 -WWE Cruiserweight Championship-（SmackDown!）

○レイ・ミステリオ(c) vs ジェイミー・ノーブル（w / ニディア）●
- ○エディ・ゲレロ vs チャボ・ゲレロ（w / チャボ・クラシック）●（SmackDown!）
- WWE王座戦 -WWE Championship-（SmackDown!）

○ブロック・レスナー(c) vs ハードコア・ホーリー●
- ラストマン・スタンディング・マッチ世界ヘビー級王座戦 -Last Man Standing Match for the World Heavyweight Championship（RAW）

△トリプルH(c) vs ショーン・マイケルズ△
両者カウントアウトで引き分け
- ロイヤルランブル・マッチ -Royal Rumble Match-（RAW＆SmackDown!）

優勝者クリス・ベノワ
| 入場順 | スーパースター                                                                       | 退場順 | 退場させたスーパースター                             |
| 1      | クリス・ベノワ                                                                       |        | 優勝                                                 |
| 2      | ランディ・オートン                                                                   | 18     | ミック・フォーリー                                   |
| 3      | マーク・ヘンリー                                                                     | 3      | クリス・ベノワ                                       |
| 4      | タジリ                                                                               | 2      | ライノ                                               |
| 5      | ブラッドショー                                                                       | 1      | クリス・ベノワ                                       |
| 6      | ライノ                                                                               | 8      | クリス・ベノワ                                       |
| 7      | マット・ハーディー                                                                   | 9      | レネ・デュプリー                                     |
| 8      | スコット・スタイナー                                                                 | 5      | ブッカー・T                                          |
| 9      | マット・モーガン                                                                     | 11     | クリス・ベノワ                                       |
| 10     | ザ・ハリケーン                                                                       | 4      | マット・モーガン                                     |
| 11     | ブッカー・T                                                                          | 13     | ランディ・オートン                                   |
| 12     | ケイン                                                                               | 6      | ブッカー・T                                          |
| 13     | スパイク・ダッドリー                                                                 | 7      | 入場中にケインの襲撃を受けて退場                     |
| 14     | リキシ                                                                               | 12     | ランディ・オートン                                   |
| 15     | レネ・デュプリー                                                                     | 10     | リキシ                                               |
| 16     | A-トレイン                                                                           | 14     | クリス・ベノワ                                       |
| 17     | シェルトン・ベンジャミン                                                             | 15     | ランディ・オートン                                   |
| 18     | アーネスト・ミラー                                                                   | 16     | ランディ・オートン                                   |
| 19     | カート・アングル                                                                     | 28     | ビッグ・ショー                                       |
| 20     | リコ                                                                                 | 17     | ランディ・オートン                                   |
| 21     | ミック・フォーリー（テストの代理参戦）                                               | 18     | ランディ・オートンと共に落下                         |
| 22     | クリスチャン                                                                         | 20     | クリス・ジェリコ                                     |
| 23     | ナンジオ（入場中にミック・フォーリーに襲われ、ジョン・シナ入場時までリング外に退避） | 23     | ゴールドバーグ                                       |
| 24     | ビッグ・ショー                                                                       | 29     | クリス・ベノワ                                       |
| 25     | クリス・ジェリコ                                                                     | 27     | ビッグ・ショー                                       |
| 26     | チャーリー・ハース                                                                   | 21     | ゴールドバーグ                                       |
| 27     | ビリー・ガン                                                                         | 22     | ゴールドバーグ                                       |
| 28     | ジョン・シナ                                                                         | 25     | ビッグ・ショー                                       |
| 29     | ロブ・ヴァン・ダム                                                                   | 26     | ビッグ・ショー                                       |
| 30     | ゴールドバーグ                                                                       | 24     | カート・アングル（ブロック・レスナーの乱入・襲撃後） |

### 第18回大会（2005年）WWE Royal Rumble 2005
- 開催日 : 1月30日
- 開催場所 : カリフォルニア州フレズノのセーブマート・センター
- 観客動員数 : 12,000人
- 公式大会曲 : Alter Bridge - Find the Real
- サンデー・ナイト・ヒート・マッチ -Sunday Night HEAT Match-（RAW）

○メイヴェン vs ライノ●
- ○エッジ vs ショーン・マイケルズ●（RAW）
- キャスケット・マッチ -Casket Match-（SmackDown!）

○ジ・アンダーテイカー vs ハイデンライク●
ジ・アンダーテイカーのアシストとしてケイン、ハイデンライクのアシストとしてジーン・スニツキーがそれぞれ乱入
- トリプルスレットWWE王座戦 -Triple Threat Match for the WWE Championship-（SmackDown!）

○ジョン "ブラッドショー" レイフィールド(c) vs ビッグ・ショー vs カート・アングル●
ジョン "ブラッドショー" レイフィールドのアシストとしてオーランド・ジョーダン、ダグ・バシャム、ダニー・バシャム、カート・アングルのアシストとしてルーサー・レインズ、マーク・ジンドラックがそれぞれ乱入
- 世界ヘビー級王座戦 -World Heavyweight Championship-（RAW）

○トリプルH(c) vs ランディ・オートン●
試合中のエボリューションの介入は禁止
- ロイヤルランブル・マッチ -Royal Rumble Match-（RAW＆SmackDown!）

優勝者バティスタ
| 入場順 | スーパースター           | 退場順 | 退場させたスーパースター                                                                            |
| 1      | エディ・ゲレロ           | 11     | エッジ                                                                                              |
| 2      | クリス・ベノワ           | 25     | リック・フレアー                                                                                    |
| 3      | ダニエル・ピューダー     | 1      | ハードコア・ホーリー                                                                                |
| 4      | ハードコア・ホーリー     | 2      | クリス・ベノワ＆エディ・ゲレロ                                                                      |
| 5      | ザ・ハリケーン           | 3      | クリス・ベノワ＆エディ・ゲレロ                                                                      |
| 6      | ケンゾー・スズキ         | 4      | レイ・ミステリオ                                                                                    |
| 7      | エッジ                   | 28     | バティスタ＆ジョン・シナ                                                                            |
| 8      | レイ・ミステリオ         | 27     | エッジ                                                                                              |
| 9      | シェルトン・ベンジャミン | 10     | エッジ                                                                                              |
| 10     | ブッカー・T              | 9      | エディ・ゲレロ＆レイ・ミステリオ                                                                    |
| 11     | クリス・ジェリコ         | 21     | バティスタ                                                                                          |
| 12     | ルーサー・レインズ       | 7      | ブッカー・T                                                                                         |
| 13     | モハメド・ハッサン       | 5      | クリス・ベノワ＆クリス・ジェリコ＆エッジ＆シェルトン・ベンジャミン＆ブッカー・T＆ルーサー・レインズ |
| 14     | オーランド・ジョーダン   | 8      | ブッカー・T                                                                                         |
| 15     | スコッティ・2・ホッティ  | 6      | 入場中にモハメド・ハッサンの襲撃を受けて退場                                                        |
| 16     | チャーリー・ハース       | 13     | ショーン・マイケルズ                                                                                |
| 17     | レネ・デュプリー         | 16     | クリス・ジェリコ                                                                                    |
| 18     | サイモン・ディーン       | 12     | ショーン・マイケルズ                                                                                |
| 19     | ショーン・マイケルズ     | 15     | カート・アングル（退場後）                                                                          |
| 20     | カート・アングル         | 14     | ショーン・マイケルズ                                                                                |
| 21     | ジョナサン・コーチマン   | 23     | リック・フレアー                                                                                    |
| 22     | マーク・ジンドラック     | 19     | ケイン                                                                                              |
| 23     | ヴィセラ                 | 17     | ジョン・シナ                                                                                        |
| 24     | ポール・ロンドン         | 18     | ジーン・スニツキー                                                                                  |
| 25     | ジョン・シナ             | 29     | バティスタ（バティスタと同時に落下、再開後）                                                        |
| 26     | ジーン・スニツキー       | 20     | バティスタ                                                                                          |
| 27     | ケイン                   | 22     | ジョン・シナ                                                                                        |
| 28     | バティスタ               |        | 優勝                                                                                                |
| 29     | クリスチャン             | 24     | バティスタ                                                                                          |
| 30     | リック・フレアー         | 26     | エッジ                                                                                              |

- 補足
  - 最初は、バティスタとジョン・シナが同時に転落。
  - レフェリーの主張の食い違いから、ビンス・マクマホンが乱入して延長戦を要求。
  - 延長戦の結果、バティスタが優勝を飾った。
  - このときビンスはリングインする際、両足をリングの角にぶつけて負傷。手術のため、5日後に控えたさいたま大会を急遽キャンセルする事態に。

### 第19回大会（2006年）WWE Royal Rumble 2006
- 開催日 : 1月29日
- 開催場所 : フロリダ州マイアミのアメリカン・エアラインズ・アリーナ
- 観客動員数 : 16,000人
- 公式大会曲 : David Banner feat. Jazze Pha - Touchin
- サンデー・ナイト・ヒート・マッチ -Sunday Night HEAT Match-（SmackDown!）

○フィンレー vs ブライアン・ケンドリック●
- WWEクルーザー級王座オープン・インビテーショナル・マッチ -Open Invitational Match for the WWE Cruiserweight Championship-（SmackDown!）

キッド・キャッシュ(c) vs ○グレゴリー・ヘルムズ vs フナキ● vs ポール・ロンドン vs ナンジオ vs ジェイミー・ノーブル
- ○ミッキー・ジェームス vs アシュリー● 特別レフェリートリッシュ・ストラタス（RAW）
- ○ブギーマン vs ジョン "ブラッドショー" レイフィールド（w / ジリアン）●（SmackDown!）
- ロイヤルランブル・マッチ -Royal Rumble Match-（RAW＆SmackDown!）

優勝者レイ・ミステリオ
| 入場順 | スーパースター               | 退場順 | 退場させたスーパースター                     |
| 1      | トリプルH                    | 28     | レイ・ミステリオ                             |
| 2      | レイ・ミステリオ             |        | 優勝                                         |
| 3      | サイモン・ディーン           | 1      | トリプルH＆レイ・ミステリオ                  |
| 4      | シコシス                     | 2      | レイ・ミステリオ                             |
| 5      | リック・フレアー             | 3      | トリプルH                                    |
| 6      | ビッグ・ショー               | 7      | トリプルH（ケインと同時）                    |
| 7      | ジョナサン・コーチマン       | 4      | ビッグ・ショー                               |
| 8      | ボビー・ラシュリー           | 6      | ビッグショー＆ケイン                         |
| 9      | ケイン                       | 7      | トリプルH（ビッグ・ショーと同時）            |
| 10     | シルヴァン                   | 5      | ラシュリー                                   |
| 11     | カリート                     | 26     | ロブ・ヴァン・ダム                           |
| 12     | クリス・ベノワ               | 17     | ランディ・オートン                           |
| 13     | ブッカー・T                  | 9      | クリス・ベノワ                               |
| 14     | ジョイ・マーキュリー         | 22     | ジョニー・ナイトロ                           |
| 15     | タタンカ                     | 12     | ジョイ・マーキュリー＆ジョニー・ナイトロ     |
| 16     | ジョニー・ナイトロ           | 23     | ショーン・マイケルズ                         |
| 17     | トレバー・マードック         | 13     | ショーン・マイケルズ                         |
| 18     | ユージン                     | 15     | クリス・ベノワ                               |
| 19     | ロード・ウォリアー・アニマル | 10     | ロブ・ヴァン・ダム                           |
| 20     | ロブ・ヴァン・ダム           | 27     | レイ・ミステリオ                             |
| 21     | オーランド・ジョーダン       | 21     | ランディ・オートン                           |
| 22     | チャボ・ゲレロ               | 11     | トリプルH                                    |
| 23     | マット・ハーディー           | 14     | ヴィセラ                                     |
| 24     | スーパー・クレイジー         | 16     | レイ・ミステリオ                             |
| 25     | ショーン・マイケルズ         | 25     | シェイン・マクマホン（マクマホン親子の乱入） |
| 26     | クリス・マスターズ           | 19     | カリート                                     |
| 27     | ヴィセラ                     | 18     | カリート＆クリス・マスターズ                 |
| 28     | シェルトン・ベンジャミン     | 24     | ショーン・マイケルズ                         |
| 29     | ゴールダスト                 | 20     | ロブ・ヴァン・ダム                           |
| 30     | ランディ・オートン           | 29     | レイ・ミステリオ                             |

- WWE王座戦 -WWE Championship-（RAW）

●エッジ(c)（w / リタ） vs ジョン・シナ○
- 世界ヘビー級王座戦 -World Heavyweight Championship-（SmackDowm!）

○カート・アングル(c) vs マーク・ヘンリー（w / デバリ）●

### 第20回大会（2007年）WWE Royal Rumble 2007
- 開催日 : 1月28日
- 開催場所 : テキサス州サンアントニオのAT&Tセンター
- 観客動員数 : 16,118人
- 公式大会曲 : Rise Against - Drones
- ダーク・マッチ -Dark match-

○JTG（w / シャド・ガスパード） vs ランス・ケイド（w / トレバー・マードック）●
○ザ・ハーディーズ（マット・ハーディー＆ジェフ・ハーディー） vs MNM（ジョニー・ナイトロ＆ジョイ・マーキュリー）（w / メリーナ）●
- ECW世界ヘビー級王座戦 -ECW World Heavyweight Championship-

○ボビー・ラシュリー(c) vs テスト●
試合中にテストが自らリングアウトして退場し、テストのカウントアウト負け。
- 世界ヘビー級王座戦 -World Heavyweight Championship-

○バティスタ(c) vs Mr.ケネディ●
- ラストマン・スタンディング・マッチWWE王座戦 -Last Man Standing Match for the WWE Championship

○ジョン・シナ(c) vs ウマガ（w / アルマンド・アレハンドロ・エストラーダ）●
- ロイヤルランブル・マッチ -Royal Rumble Match-

優勝者ジ・アンダーテイカー
| 入場順 | スーパースター                   | 退場順 | 退場させたスーパースター                                                                                                 |
| 1      | リック・フレアー                 | 1      | エッジ |
| 2      | フィンレー                       | 12     | ショーン・マイケルズ |
| 3      | ケニー・ダイクストラ             | 2      | エッジ |
| 4      | マット・ハーディー               | 9      | ランディ・オートン |
| 5      | エッジ                           | 28     | ショーン・マイケルズ |
| 6      | トミー・ドリーマー               | 3      | ケイン |
| 7      | サブゥー                         | 4      | ケイン |
| 8      | グレゴリー・ヘルムズ             | 5      | キング・ブッカー |
| 9      | シェルトン・ベンジャミン         | 14     | ショーン・マイケルズ |
| 10     | ケイン                           | 11     | キング・ブッカー(退場後)                                                                                                 |
| 11     | CMパンク                         | 22     | グレート・カリ |
| 12     | キング・ブッカー                 | 10     | ケイン |
| 13     | スペル・クレイジー               | 7      | エッジ&ランディ・オートン                                                                                                |
| 14     | ジェフ・ハーディー               | 8      | エッジ |
| 15     | サンドマン                       | 6      | キング・ブッカー |
| 16     | ランディ・オートン               | 27     | ショーン・マイケルズ |
| 17     | クリス・ベノワ                   | 19     | グレート・カリ |
| 18     | ロブ・ヴァン・ダム               | 21     | グレート・カリ |
| 19     | ヴィセラ                         | 13     | ロブ・ヴァン・ダム&エッジ&クリス・ベノワ&ジョニー・ナイトロ&シェルトン・ベンジャミン&ハードコア・ホーリー&ケビン・ソーン |
| 20     | ジョニー・ナイトロ               | 15     | クリス・ベノワ |
| 21     | ケビン・ソーン                   | 16     | クリス・ベノワ |
| 22     | ハードコア・ホーリー             | 18     | グレート・カリ |
| 23     | ショーン・マイケルズ             | 29     | ジ・アンダーテイカー |
| 24     | クリス・マスターズ               | 17     | ロブ・ヴァン・ダム |
| 25     | チャボ・ゲレロ                   | 24     | グレート・カリ |
| 26     | モンテル・ボンタビアス・ポーター | 26     | ジ・アンダーテイカー |
| 27     | カリート                         | 23     | グレート・カリ |
| 28     | グレート・カリ                   | 25     | ジ・アンダーテイカー |
| 29     | ザ・ミズ                         | 20     | グレート・カリ |
| 30     | ジ・アンダーテイカー             |        | 優勝 |

### 第21回大会（2008年）WWE Royal Rumble 2008
- 開催日 : 1月27日
- 開催場所 :ニューヨーク州ニューヨークのマディソン・スクエア・ガーデン
- 観客動員数 : 20,798人
- 公式大会曲 : Airbourne - Stand Up For Rock 'N' Roll
- ダーク・マッチ -Dark Match-

○シャノン・ムーア&ジミー・ワン・ヤン vs デュース&ドミノ●
- キャリアスレッティングマッチ -Career Threatening Match-

○リック・フレアー vs MVP●
フレアーは負ければ引退しなければならない。
- ○JBL vs クリス・ジェリコ●
- 世界ヘビー級王座戦 -World Heavyweight Championship-

○エッジ(c)（w / ヴィッキー・ゲレロ、ジ・エッジヘッズ） vs レイ・ミステリオ●
- WWE王座戦 -WWE Championship-

○ランディ・オートン(c) vs ジェフ・ハーディー●
- ロイヤルランブル・マッチ -Royal Rumble Match-

優勝者ジョン・シナ
| 入場順 | スーパースター           | 退場順                                       | 退場させたスーパースター |
| 1      | ジ・アンダーテイカー     | 11                                           | ショーン・マイケルズ     |
| 2      | ショーン・マイケルズ     | 12                                           | Mr.ケネディ              |
| 3      | サンティーノ・マレラ     | 1                                            | ジ・アンダーテイカー     |
| 4      | ザ・グレート・カリ       | 2                                            | ジ・アンダーテイカー     |
| 5      | ハードコア・ホーリー     | 6                                            | ウマガ                   |
| 6      | ジョン・モリソン         | 14                                           | ケイン                   |
| 7      | トミー・ドリーマー       | 3                                            | バティスタ               |
| 8      | バティスタ               | 26                                           | トリプルH                |
| 9      | ホーンスワグル           | 失格                                         | 失格                     |
| 10     | チャック・パルンボ       | 5                                            | CMパンク                 |
| 11     | ジェイミー・ノーブル     | 4                                            | チャック・パルンボ       |
| 12     | CMパンク                 | 15                                           | チャボ・ゲレロ           |
| 13     | コーディー・ローデス     | 16                                           | トリプルH                |
| 14     | ウマガ                   | 24                                           | バティスタ               |
| 15     | スニツキー               | 10                                           | ジ・アンダーテイカー     |
| 16     | ザ・ミズ                 | 13                                           | ホーンスワグル           |
| 17     | シェルトン・ベンジャミン | 7                                            | ショーン・マイケルズ     |
| 18     | ジミー・スヌーカ         | 9                                            | ケイン                   |
| 19     | ロディ・パイパー         | 8                                            | ケイン                   |
| 20     | ケイン                   | 25                                           | トリプルH&バティスタ     |
| 21     | カリート                 | 20                                           | ジョン・シナ             |
| 22     | ミック・フォーリー       | 18                                           | トリプルH                |
| 23     | Mr.ケネディ              | 23                                           | バティスタ               |
| 24     | ビッグ・ダディ・V        | 17                                           | トリプルH                |
| 25     | マーク・ヘンリー         | 22                                           | ジョン・シナ             |
| 26     | チャボ・ゲレロ           | 21                                           | ジョン・シナ             |
| 27     | フィンレー               | ホーンスワグルを助けるために乱入したため失格 | 失格（フライング）       |
| 28     | イライジャ・バーク       | 19                                           | トリプルH                |
| 29     | トリプルH                | 27                                           | ジョン・シナ             |
| 30     | ジョン・シナ             |                                              | 優勝                     |

### 第22回大会（2009年）WWE Royal Rumble 2009
- 開催日 : 1月25日
- 開催場所 : ミシガン州デトロイトのジョー・ルイス・アリーナ
- 観客動員数 : 16,685人
- 公式大会曲 : Kevin Rudolf - Let it Rock
- ダーク・マッチ -Dark Match-

○ジミー・ワン・ヤン vs ポール・バーチル
- ECW王座戦 -ECW Championship-

○ジャック・スワガー(c) vs マット・ハーディー●
- WWE女子王座戦 -WWE Women's Championship-

●ベス・フェニックス(c)（w / サンティーノ・マレラ） vs メリーナ○
- 世界ヘビー級王座戦 -World Heavyweight Championship-

○ジョン・シナ(c) vs JBL（w / ショーン・マイケルズ）●
- ノー・DQWWE王座戦 -No Disqualification Match for the WWE Championship-

●ジェフ・ハーディー(c) vs エッジ（w / チャボ・ゲレロ）○
- ロイヤルランブル・マッチ -Royal Rumble Match-

優勝者ランディ・オートン
| 入場順 | スーパースター                   | 退場順 | 退場させたスーパースター                                         |
| 1      | レイ・ミステリオ                 | 20     | ビッグ・ショー                                                   |
| 2      | ジョン・モリソン                 | 6      | トリプルH                                                        |
| 3      | カリート                         | 3      | ウラジミール・コズロフ                                           |
| 4      | モンテル・ボンタビアス・ポーター | 2      | ウラジミール・コズロフ                                           |
| 5      | ザ・グレート・カリ               | 1      | ウラジミール・コズロフ                                           |
| 6      | ウラジミール・コズロフ           | 4      | トリプルH                                                        |
| 7      | トリプルH                        | 29     | ランディ・オートン                                               |
| 8      | ランディ・オートン               |        | 優勝                                                             |
| 9      | JTG                              | 7      | ジ・アンダーテイカー                                             |
| 10     | テッド・デビアス                 | 27     | トリプルH                                                        |
| 11     | クリス・ジェリコ                 | 23     | ジ・アンダーテイカー                                             |
| 12     | マイク・ノックス                 | 19     | ビッグ・ショー                                                   |
| 13     | ザ・ミズ                         | 5      | トリプルH                                                        |
| 14     | フィンレー                       | 21     | ケイン                                                           |
| 15     | コーディ・ローデス               | 28     | トリプルH                                                        |
| 16     | ジ・アンダーテイカー             | 26     | ビッグ・ショー（敗退後）                                         |
| 17     | ゴールダスト                     | 8      | コーディ・ローデス                                               |
| 18     | CMパンク                         | 18     | ビッグ・ショー                                                   |
| 19     | マーク・ヘンリー                 | 9      | レイ・ミステリオ                                                 |
| 20     | シェルトン・ベンジャミン         | 10     | ジ・アンダーテイカー                                             |
| 21     | ウィリアム・リーガル             | 11     | CMパンク                                                         |
| 22     | コフィ・キングストン             | 12     | ザ・ブライアン・ケンドリック                                     |
| 23     | ケイン                           | 24     | ランディ・オートン&コーディ・ローデス&テッド・デビアス・ジュニア |
| 24     | Rトゥルース                      | 17     | ビッグ・ショー                                                   |
| 25     | ロブ・ヴァン・ダム               | 22     | クリス・ジェリコ                                                 |
| 26     | ザ・ブライアン・ケンドリック     | 13     | トリプルH                                                        |
| 27     | ドルフ・ジグラー                 | 14     | ケイン                                                           |
| 28     | サンティーノ・マレラ             | 15     | ケイン                                                           |
| 29     | "ハクソー"・ジム・ドゥガン       | 16     | ビッグ・ショー                                                   |
| 30     | ビッグ・ショー                   | 25     | ランディ・オートン                                               |

### 第23回大会（2010年）WWE Royal Rumble 2010
- 開催日 : 1月31日
- 開催場所 : ジョージア州アトランタのフィリップス・アリーナ
- 観客動員数 : 16,697人
- 公式大会曲 : FOZZY - Martyr No More

　Skillet - Hero
- ダーク・マッチ/10ディーヴァ・タッグマッチ -Dark Match/10-Diva tag team Match-

○ゲイル・キム&ケリー・ケリー&イヴ・トーレス&ベラ・ツインズ(ニッキー&ブリー) vs マリース&ケイティ・リー・バーチル&ジリアン・ホール&アリシア・フォックス&ナタリヤ●
- ECW王座戦 -ECW Championship-

○クリスチャン(c) vs エゼキエル・ジャクソン（w / ウィリアム・リーガル）●
- WWE・US王座戦 -United States Championship-

○ザ・ミズ(c) vs MVP●
- WWE王座戦 -WWE Championship-

○シェイマス(c) vs ランディ・オートン●
- WWE女子王座戦 -WWE Women's Championship-

●ミシェル・マクール(c) vs ミッキー・ジェームス○
- 世界ヘビー級王座戦 -World Heavyweight Championship-

○ジ・アンダーテイカー(c) vs レイ・ミステリオ●
- ロイヤルランブル・マッチ -Royal Rumble Match-

優勝者エッジ
| 入場順 | スーパースター           | 退場順 | 退場させたスーパースター       |
| 1      | ドルフ・ジグラー         | 2      | CMパンク                       |
| 2      | エヴァン・ボーン         | 1      | CMパンク                       |
| 3      | CMパンク                 | 7      | トリプルH                      |
| 4      | JTG                      | 3      | CMパンク                       |
| 5      | ザ・グレート・カリ       | 4      | ベス・フェニックス             |
| 6      | ベス・フェニックス       | 5      | CMパンク                       |
| 7      | ザック・ライダー         | 6      | CMパンク                       |
| 8      | トリプルH                | 17     | ショーン・マイケルズ           |
| 9      | ドリュー・マッキンタイア | 16     | ショーン・マイケルズ&トリプルH |
| 10     | テッド・デビアス         | 14     | ショーン・マイケルズ           |
| 11     | ジョン・モリソン         | 15     | ショーン・マイケルズ           |
| 12     | ケイン                   | 11     | トリプルH                      |
| 13     | コーディ・ローデス       | 13     | ショーン・マイケルズ           |
| 14     | MVP                      | 9      | ミズと共に落下                 |
| 15     | カリート                 | 12     | ショーン・マイケルズ           |
| 16     | ザ・ミズ                 | 8      | MVP                            |
| 17     | マット・ハーディー       | 10     | ケイン                         |
| 18     | ショーン・マイケルズ     | 27     | バティスタ                     |
| 19     | ジョン・シナ             | 29     | エッジ                         |
| 20     | シェルトン・ベンジャミン | 18     | ジョン・シナ                   |
| 21     | ヨシ・タツ               | 19     | ジョン・シナ                   |
| 22     | ビッグ・ショー           | 21     | Rトゥルース                    |
| 23     | マーク・ヘンリー         | 22     | Rトゥルース                    |
| 24     | クリス・マスターズ       | 20     | ビッグ・ショー                 |
| 25     | Rトゥルース              | 24     | コフィ・キングストン           |
| 26     | ジャック・スワガー       | 23     | コフィ・キングストン           |
| 27     | コフィ・キングストン     | 25     | ジョン・シナ                   |
| 28     | クリス・ジェリコ         | 26     | エッジ                         |
| 29     | エッジ                   |        | 優勝                           |
| 30     | バティスタ               | 28     | ジョン・シナ                   |

### 第24回大会（2011年）WWE Royal Rumble 2011
- 開催日 : 1月30日
- 開催場所 : マサチューセッツ州ボストンのTDガーデン
- 観客動員数 : 15,113人
- 公式大会曲 : Finger Eleven - Living in a Dream
- 世界ヘビー級王座戦 -World Heavyweight Championship-

○エッジ(c) vs ドルフ・ジグラー(w / ヴィッキー・ゲレロ)●
エッジはスピアーを使えば即負けとなり王座を失う。
- WWE王座戦 -WWE Championship-

○ザ・ミズ(c)(w / アレックス・ライリー) vs ランディ・オートン●
試合終盤、New Nexus勢が乱入しオートンを襲撃。
- フェイタル・4ウェイディーヴァズ王座戦 -Fatal Four Way for the WWE Divas Championship-

○イヴ・トーレス vs ナタリヤ(c) vs ミシェル・マクール vs レイラ●
- ロイヤルランブル・マッチ -Royal Rumble Match-

優勝者アルベルト・デル・リオ
| 入場順 | スーパースター           | 退場順 | 退場させたスーパースター                                              |
| 1      | CMパンク                 | 21     | ジョン・シナ                                                          |
| 2      | ダニエル・ブライアン     | 8      | CMパンク                                                              |
| 3      | ジャスティン・ガブリエル | 1      | ダニエル・ブライアン                                                  |
| 4      | ザック・ライダー         | 2      | ダニエル・ブライアン                                                  |
| 5      | ウィリアム・リーガル     | 3      | テッド・デビアス                                                      |
| 6      | テッド・デビアス         | 7      | マイケル・マクギリカティ&ハスキー・ハリス                             |
| 7      | ジョン・モリソン         | 10     | デビッド・オタンガ&マイケル・マクギリカティ&ハスキー・ハリス          |
| 8      | ヨシ・タツ               | 5      | マーク・ヘンリー                                                      |
| 9      | ハスキー・ハリス         | 15     | グレート・カリ                                                        |
| 10     | チャボ・ゲレロ           | 4      | マーク・ヘンリー                                                      |
| 11     | マーク・ヘンリー         | 11     | CMパンク&デビッド・オタンガ&マイケル・マクギリカティ&ハスキー・ハリス |
| 12     | JTG                      | 6      | マイケル・マクギリカティ                                              |
| 13     | マイケル・マクギリカティ | 20     | ジョン・シナ                                                          |
| 14     | クリス・マスターズ       | 9      | CMパンク                                                              |
| 15     | デビッド・オタンガ       | 19     | ジョン・シナ                                                          |
| 16     | タイラー・レックス       | 12     | CMパンク                                                              |
| 17     | ウラジミール・コズロフ   | 13     | CMパンク                                                              |
| 18     | Rトゥルース              | 14     | CMパンク                                                              |
| 19     | グレート・カリ           | 16     | メイソン・ライアン                                                    |
| 20     | メイソン・ライアン       | 18     | ジョン・シナ                                                          |
| 21     | ブッカー・T              | 17     | メイソン・ライアン                                                    |
| 22     | ジョン・シナ             | 36     | ザ・ミズ（乱入）                                                      |
| 23     | ホーンスワグル           | 24     | キング・シェイマス                                                    |
| 24     | タイソン・キッド         | 22     | ジョン・シナ                                                          |
| 25     | ヒース・スレイター       | 23     | ジョン・シナ                                                          |
| 26     | コフィ・キングストン     | 31     | ランディ・オートン                                                    |
| 27     | ジャック・スワガー       | 25     | レイ・ミステリオ                                                      |
| 28     | キング・シェイマス       | 32     | ランディ・オートン                                                    |
| 29     | レイ・ミステリオ         | 35     | ウェイド・バレット                                                    |
| 30     | ウェイド・バレット       | 37     | ランディ・オートン                                                    |
| 31     | ドルフ・ジグラー         | 27     | ビッグ・ショー                                                        |
| 32     | ディーゼル               | 26     | ウェイド・バレット                                                    |
| 33     | ドリュー・マッキンタイア | 29     | ビッグ・ショー                                                        |
| 34     | アレックス・ライリー     | 28     | ジョン・シナ&コフィ・キングストン                                     |
| 35     | ビッグ・ショー           | 30     | エゼキエル・ジャクソン                                                |
| 36     | エゼキエル・ジャクソン   | 33     | ケイン                                                                |
| 37     | サンティーノ・マレラ     | 39     | アルベルト・デル・リオ                                                |
| 38     | アルベルト・デル・リオ   |        | 優勝                                                                  |
| 39     | ランディ・オートン       | 38     | アルベルト・デル・リオ                                                |
| 40     | ケイン                   | 34     | レイ・ミステリオ                                                      |

### 第25回大会（2012年）WWE Royal Rumble 2012
- 開催日 : 1月29日
- 開催場所 : ミズーリ州セントルイスのスコットトレード・センター
- 観客動員数 : 18,121人
- 公式大会曲 : Switchfoot - Dark Horse
- ダーク・マッチ -Dark Match-

○ヨシ・タツ vs ヒース・スレイター●
- トリプルスレット・スティール・ケージ・マッチ形式世界ヘビー級王座戦 -Triple Threat Steel Cage Match for the World Heavyweight Championship-

○ダニエル・ブライアン(c) vs ビッグ・ショー vs マーク・ヘンリー
- ○ディーヴァズ・オブ・ドゥーム(ベス・フェニックス&ナタリヤ)&ベラ・ツインズ(ニッキー&ブリー) vs ケリー・ケリー,イヴ・トーレス,アリシア・フォックス&タミーナ●
- △ジョン・シナ vs ケイン△

両者リングアウトにより引き分け
- ○ブローダス・クレイ vs ドリュー・マッキンタイア●
- WWE王座戦 -WWE Championship- スペシャル・レフェリー：ジョン・ロウリネイティス

○CMパンク(c) vs ドルフ・ジグラー●
- ロイヤルランブル・マッチ -Royal Rumble Match-

優勝者シェイマス
| 入場順 | スーパースター                 | 退場順 | 退場させたスーパースター                |
| 1      | ザ・ミズ                       | 25     | ビッグ・ショー                          |
| 2      | アレックス・ライリー           | 1      | ザ・ミズ                                |
| 3      | Rトゥルース                    | 2      | ザ・ミズ                                |
| 4      | コーディ・ローデス             | 24     | ビッグ・ショー                          |
| 5      | ジャスティン・ガブリエル       | 4      | ミック・フォーリー&リカルド・ロドリゲス |
| 6      | プリモ                         | 3      | ミック・フォーリー                      |
| 7      | ミック・フォーリー             | 8      | コーディ・ローデス                      |
| 8      | リカルド・ロドリゲス           | 5      | サンティーノ・マレラ                    |
| 9      | サンティーノ・マレラ           | 7      | コーディ・ローデス                      |
| 10     | エピコ                         | 6      | ミック・フォーリー                      |
| 11     | コフィ・キングストン           | 18     | シェイマス                              |
| 12     | ジェリー "ザ・キング" ローラー | 9      | コーディ・ローデス                      |
| 13     | エゼキエル・ジャクソン         | 11     | グレート・カリ                          |
| 14     | ジンダー・マハル               | 10     | グレート・カリ                          |
| 15     | グレート・カリ                 | 14     | コーディ・ローデス&ドルフ・ジグラー     |
| 16     | フニコ                         | 16     | カルマ                                  |
| 17     | ブッカー・T                    | 13     | コーディ・ローデス&ドルフ・ジグラー     |
| 18     | ドルフ・ジグラー               | 26     | ビッグ・ショー                          |
| 19     | "ハクソー" ジム・ドゥガン      | 12     | コーディ・ローデス                      |
| 20     | マイケル・コール               | 15     | ジェリー・ローラー&ブッカー・T          |
| 21     | カルマ                         | 17     | ドルフ・ジグラー                        |
| 22     | シェイマス                     |        | 優勝                                    |
| 23     | ロード・ドッグ                 | 19     | ウェイド・バレット                      |
| 24     | ジェイ・ウーソ                 | 20     | ランディ・オートン                      |
| 25     | ジャック・スワガー             | 23     | ビッグ・ショー                          |
| 26     | ウェイド・バレット             | 21     | ランディ・オートン                      |
| 27     | デビッド・オタンガ             | 22     | クリス・ジェリコ                        |
| 28     | ランディ・オートン             | 28     | クリス・ジェリコ                        |
| 29     | クリス・ジェリコ               | 29     | シェイマス                              |
| 30     | ビッグ・ショー                 | 27     | ランディ・オートン                      |

### 第26回大会（2013年）WWE Royal Rumble 2013
- 開催日 : 1月27日
- 開催場所 : アリゾナ州フェニックスのUSエアウェイズ・センター
- 観客動員数 : 15,103人
- 公式大会曲 : クレメント・マーフォー & ザ・フロントライン - "Champion"

ザ・ヘヴィー - "What Makes A Good Man"
- ダーク・マッチ -Dark Match-ユナイテッドステイツ王座戦 -WWE United States Championship-

○アントニオ・セザーロ(c) vs ザ・ミズ●
- ラストマン・スタンディング・マッチ形式世界ヘビー級王座戦 -Last Man Standing Match for the World Heavyweight Championship

○アルベルト・デル・リオ(c)(w / リカルド・ロドリゲス) vs ビッグ・ショー●
- WWEタッグ王座戦 -WWE Tag Team Championship-

○チーム・ヘル・ノー(ケイン&ダニエル・ブライアン)(c) vs チーム・ローデス・スカラーズ(コーディ・ローデス&ダミアン・サンドウ) ●
- ロイヤルランブル・マッチ -Royal Rumble Match-

優勝者ジョン・シナ
| 入場順 | スーパースター           | 退場順 | 退場させたスーパースター                                                         |
| 1      | ドルフ・ジグラー         | 27     | シェイマス                                                                       |
| 2      | クリス・ジェリコ         | 25     | ドルフ・ジグラー                                                                 |
| 3      | コーディ・ローデス       | 11     | ジョン・シナ                                                                     |
| 4      | コフィ・キングストン     | 8      | コーディ・ローデス                                                               |
| 5      | サンティーノ・マレラ     | 1      | コーディ・ローデス                                                               |
| 6      | ドリュー・マッキンタイア | 2      | クリス・ジェリコ                                                                 |
| 7      | タイタス・オニール       | 3      | シェイマス                                                                       |
| 8      | ゴールダスト             | 5      | コーディ・ローデス                                                               |
| 9      | デビッド・オタンガ       | 4      | シェイマス                                                                       |
| 10     | ヒース・スレイター       | 12     | ジョン・シナ                                                                     |
| 11     | シェイマス               | 28     | ライバック                                                                       |
| 12     | テンサイ                 | 7      | コフィ・キングストン                                                             |
| 13     | ブローダス・クレイ       | 6      | クリス・ジェリコ&ヒース・スレイター&コーディ・ローデス&シェイマス&ダレン・ヤング |
| 14     | レイ・ミステリオ         | 13     | ウェイド・バレット                                                               |
| 15     | ダレン・ヤング           | 9      | コフィ・キングストン                                                             |
| 16     | ボー・ダラス             | 21     | ウェイド・バレット（退場後）                                                     |
| 17     | ザ・ゴッドファーザー     | 10     | ドルフ・ジグラー                                                                 |
| 18     | ウェイド・バレット       | 20     | ボー・ダラス                                                                     |
| 19     | ジョン・シナ             |        | 優勝                                                                             |
| 20     | ダミアン・サンドウ       | 22     | ライバック                                                                       |
| 21     | ダニエル・ブライアン     | 16     | アントニオ・セザーロ&ケイン                                                      |
| 22     | アントニオ・セザーロ     | 18     | ジョン・シナ                                                                     |
| 23     | グレート・カリ           | 14     | ケイン&ダニエル・ブライアン                                                      |
| 24     | ケイン                   | 15     | ダニエル・ブライアン                                                             |
| 25     | ザック・ライダー         | 17     | ランディ・オートン                                                               |
| 26     | ランディ・オートン       | 26     | ライバック                                                                       |
| 27     | ジンダー・マハル         | 19     | シェイマス                                                                       |
| 28     | ザ・ミズ                 | 24     | ライバック                                                                       |
| 29     | シン・カラ               | 23     | ライバック                                                                       |
| 30     | ライバック               | 29     | ジョン・シナ                                                                     |

- WWE王座戦 -WWE Championship-

●CMパンク(c)(w / ポール・ヘイマン) vs ザ・ロック○
ザ・シールドの乱入があった場合はパンクの王座は剥奪であったが、終盤にシールドが乱入（電気が消され、何者かわからないように）。試合がパンクの勝利で終わるかに思われたときビンスが登場。パンクの王座剥奪を宣言しようとするがロックが制止。試合再開を要求し、ビンスも了承する。

### 第27回大会（2014年）WWE Royal Rumble 2014
- 開催日 : 1月26日
- 開催場所 : ペンシルベニア州ピッツバーグのコンソル・エナジー・センター
- 観客動員数 : 15,715
- 公式大会曲 : 2チェインズ＆ウィズ・カリファ - "We Own It (Fast & Furious)"
- キックオフショー枠 -Royal Rumble Kickoff-/WWEタッグ王座戦 -WWE Tag Team Championship-

●コーディ・ローデス&ゴールダスト(c) vs ニュー・エイジ・アウトローズ（ロード・ドッグ＆ビリー・ガン）○
- ○ブレイ・ワイアット vs ダニエル・ブライアン●
- ○ブロック・レスナー(w / ポール・ヘイマン) vs ビッグ・ショー●
- WWE世界ヘビー級王座戦 -WWE World Heavyweight Championship-

○ランディ・オートン(c)　vs ジョン・シナ●
- ロイヤルランブル・マッチ -Royal Rumble Match-

優勝者バティスタ
| 入場順 | スーパースター                         | 退場順 | 退場させたスーパースター                                           |
| 1      | CMパンク                               | 27     | ケイン（退場後）                                                   |
| 2      | セス・ロリンズ                         | 25     | ロマン・レインズ                                                   |
| 3      | ダミアン・サンドウ                     | 1      | CMパンク                                                           |
| 4      | コーディ・ローデス                     | 11     | ゴールダスト                                                       |
| 5      | ケイン                                 | 2      | CMパンク                                                           |
| 6      | アレクサンダー・ルセフ                 | 3      | コフィ・キングストン＆CMパンク＆コーディ・ローデス＆セス・ロリンズ |
| 7      | ジャック・スワガー                     | 6      | ケビン・ナッシュ                                                   |
| 8      | コフィ・キングストン                   | 7      | ロマン・レインズ                                                   |
| 9      | ジミー・ウーソ                         | 5      | ディーン・アンブローズ                                             |
| 10     | ゴールダスト                           | 12     | ロマン・レインズ                                                   |
| 11     | ディーン・アンブローズ                 | 26     | ロマン・レインズ                                                   |
| 12     | ドルフ・ジグラー                       | 8      | ロマン・レインズ                                                   |
| 13     | Rトゥルース                            | 4      | ディーン・アンブローズ                                             |
| 14     | ケビン・ナッシュ                       | 9      | ロマン・レインズ                                                   |
| 15     | ロマン・レインズ                       | 29     | バティスタ                                                         |
| 16     | グレート・カリ                         | 10     | ロマン・レインズ＆ディーン・アンブローズ＆セス・ロリンズ           |
| 17     | シェイマス                             | 28     | ロマン・レインズ                                                   |
| 18     | ザ・ミズ                               | 16     | ルーク・ハーパー                                                   |
| 19     | ファンダンゴ                           | 13     | エル・トリート                                                     |
| 20     | エル・トリート                         | 14     | ロマン・レインズ                                                   |
| 21     | アントニオ・セザーロ                   | 24     | ロマン・レインズ                                                   |
| 22     | ルーク・ハーパー                       | 23     | ロマン・レインズ                                                   |
| 23     | ジェイ・ウーソ                         | 17     | ルーク・ハーパー                                                   |
| 24     | ジョン・ブラッドショー・レイフィールド | 15     | ロマン・レインズ                                                   |
| 25     | エリック・ローワン                     | 18     | バティスタ                                                         |
| 26     | ライバック                             | 19     | バティスタ                                                         |
| 27     | アルベルト・デル・リオ                 | 20     | バティスタ                                                         |
| 28     | バティスタ                             |        | 優勝                                                               |
| 29     | ビッグ・E                              | 21     | シェイマス                                                         |
| 30     | レイ・ミステリオ                       | 22     | セス・ロリンズ                                                     |

### 第28回大会（2015年）WWE Royal Rumble 2015
- 開催日 : 1月25日
- 開催場所 : ペンシルベニア州フィラデルフィアのウェルズ・ファーゴ・センター
- 観客動員数 : 17,164
- 公式大会曲 : Danko Jones - "Gonna Be a Fight Tonight"
- プレ・ショー -Pre show-

○タイソン・キッド&セザーロ(w / ナタリヤ＆アダム・ローズ) vs ニュー・デイ(ビッグ・E&コフィ・キングストン(w / エグザビアー・ウッズ))●
- ○ジ・アセンション(コナー&ビクター) vs ニュー・エイジ・アウトローズ（ロード・ドッグ＆ビリー・ガン）●
- WWEタッグ王座戦 -Tag team match for the WWE Tag Team Championship-

○ウーソズ（ジミー・ウーソ＆ジェイ・ウーソ)(c) vs ザ・ミズ&ダミアン・ミズドウ●
- ○ベラ・ツインズ(ブリ―・ベラ&ニッキー・ベラ) vs ペイジ＆ナタリア●
- トリプルスレット形式WWE世界ヘビー級王座戦 -Triple threat match for the WWE World Heavyweight Championship-

○ブロック・レスナー(c)(w / ポール・ヘイマン) vs ジョン・シナ vs セス・ロリンズ(w / ジェイミー・ノーブル&ジョーイ・マーキュリー)●
- ロイヤルランブル・マッチ -Royal Rumble Match-

優勝者ロマン・レインズ
| 入場順 | スーパースター                                                                 | 退場順 | 退場させたスーパースター |
| 1      | ザ・ミズ                                                                       | 1      | ババ・レイ               |
| 2      | Rトゥルース                                                                    | 2      | ババ・レイ               |
| 3      | ババ・レイ・ダッドリー                                                         | 3      | ブレイ・ワイアット       |
| 4      | ルーク・ハーパー                                                               | 4      | ブレイ・ワイアット       |
| 5      | ブレイ・ワイアット                                                             | 24     | ビッグ・ショー＆ケイン   |
| 6      | カーティス・アクセル（入場中にエリック・ローワンに襲われ、ローワンが強行出場） |        | 出場不能                 |
| 7      | ブギーマン                                                                     | 5      | ブレイ・ワイアット       |
| 8      | シン・カラ                                                                     | 6      | ブレイ・ワイアット       |
| 9      | ザック・ライダー                                                               | 7      | ブレイ・ワイアット       |
| 10     | ダニエル・ブライアン                                                           | 11     | ブレイ・ワイアット       |
| 11     | ファンダンゴ                                                                   | 10     | ルセフ                   |
| 12     | タイソン・キッド                                                               | 8      | ダニエル・ブライアン     |
| 13     | スターダスト                                                                   | 15     | ロマン・レインズ         |
| 14     | ダイヤモンド・ダラス・ペイジ                                                   | 9      | ルセフ                   |
| 15     | ルセフ                                                                         | 28     | ロマン・レインズ         |
| 16     | ゴールダスト                                                                   | 14     | ロマン・レインズ         |
| 17     | コフィ・キングストン                                                           | 13     | ルセフ                   |
| 18     | アダム・ローズ                                                                 | 12     | ルセフ                   |
| 19     | ロマン・レインズ                                                               |        | 優勝                     |
| 20     | ビッグ・E                                                                      | 18     | ルセフ                   |
| 21     | ダミアン・ミズドウ                                                             | 16     | ルセフ                   |
| 22     | ジャック・スワガー                                                             | 20     | ビッグ・ショー           |
| 23     | ライバック                                                                     | 19     | ビッグ・ショー＆ケイン   |
| 24     | ケイン                                                                         | 26     | ロマン・レインズ         |
| 25     | ディーン・アンブローズ                                                         | 25     | ビッグ・ショー＆ケイン   |
| 26     | タイタス・オニール                                                             | 17     | アンブローズ＆レインズ   |
| 27     | バッド・ニュース・バレット                                                     | 21     | ドルフ・ジグラー         |
| 28     | セザーロ                                                                       | 22     | ドルフ・ジグラー         |
| 29     | ビッグ・ショー                                                                 | 27     | ロマン・レインズ         |
| 30     | ドルフ・ジグラー                                                               | 23     | ビッグ・ショー＆ケイン   |

### 第29回大会（2016年）WWE Royal Rumble 2016
- 開催日:1月25日
- 開催場所:フロリダ州オーランドのアムウェイ・センター
- 観客動員数:15,170
- 公式大会曲: ジム・ジョンストン - "One Against The World"
- キックオフショー -Kickoff show-

○ジャック・スワガー&マーク・ヘンリー vs ダッドリー・ボーイズ(ディーボン・ダッドリー&ババ・レイ・ダッドリー) vs ダミアン・サンドウ&ダレン・ヤング vs ジ・アセンション(ビクター&コナー)●
勝利したスワガー&ヘンリー組は、ロイヤルランブル戦に出場できる
- ユナイテッドステイツ王座戦 -WWE United States Championship-

●アルベルト・デル・リオ(c) vs カリスト○
- ラストマン・スタンディング形式WWEインターコンチネンタル王座戦 -Last man standing match for the WWE Intercontinental Championship-

○ディーン・アンブローズ(c) vs ケビン・オーエンズ●
- WWEタッグ王座戦 -Tag team match for the WWE Tag Team Championship-

○ニュー・デイ(ビッグ・E&コフィ・キングストン(w / エグゼビア・ウッズ))(c) vs ウーソズ(ジミー・ウーソ＆ジェイ・ウーソ)●
- ディーヴァズ王座戦 -WWE Divas Championship-

○シャーロット(c) vs ベッキー・リンチ●
- ロイヤルランブル・マッチWWE世界ヘビー級王座戦 -Royal Rumble match for the WWE World Heavyweight Championship-

優勝者 トリプルH
| 入場順 | スーパースター         | 退場順 | 退場させたスーパースター                                     |
| 1      | ロマン・レインズ (c)   | 28     | トリプルH                                                    |
| 2      | ルセフ                 | 1      | ロマン・レインズ                                             |
| 3      | AJスタイルズ           | 11     | ケビン・オーエンズ                                           |
| 4      | タイラー・ブリーズ     | 2      | AJスタイルズ、ロマン・レインズ                               |
| 5      | カーティス・アクセル   | 3      | AJスタイルズ                                                 |
| 6      | クリス・ジェリコ       | 26     | ディーン・アンブローズ                                       |
| 7      | ケイン                 | 9      | ブラウン・ストローマン                                       |
| 8      | ゴールダスト           | 4      | タイタス・オニール                                           |
| 9      | ライバック             | 8      | ビッグ・ショー                                               |
| 10     | コフィ・キングストン   | 6      | クリス・ジェリコ                                             |
| 11     | タイタス・オニール     | 7      | ビッグ・ショー                                               |
| 12     | Rトゥルース            | 5      | ケイン                                                       |
| 13     | ルーク・ハーパー       | 19     | ブロック・レスナー                                           |
| 14     | スターダスト           | 14     | ルーク・ハーパー                                             |
| 15     | ビッグ・ショー         | 10     | ブラウン・ストローマン                                       |
| 16     | ネヴィル               | 13     | ルーク・ハーパー                                             |
| 17     | ブラウン・ストローマン | 20     | ブロック・レスナー                                           |
| 18     | ケビン・オーエンズ     | 12     | サミ・ゼイン                                                 |
| 19     | ディーン・アンブローズ | 29     | トリプルH                                                    |
| 20     | サミ・ゼイン           | 16     | ブラウン・ストローマン                                       |
| 21     | エリック・ローワン     | 17     | ブロック・レスナー                                           |
| 22     | マーク・ヘンリー       | 15     | ブラウン・ストローマン、エリック・ローワン、ルーク・ハーパー |
| 23     | ブロック・レスナー     | 21     | ブラウン・ストローマン、エリック・ローワン、ルーク・ハーパー |
| 24     | ジャック・スワガー     | 18     | ブロック・レスナー                                           |
| 25     | ザ・ミズ               | 22     | ロマン・レインズ                                             |
| 26     | アルベルト・デル・リオ | 23     | ロマン・レインズ                                             |
| 27     | ブレイ・ワイアット     | 25     | トリプルH、シェイマス                                        |
| 28     | ドルフ・ジグラー       | 24     | トリプルH                                                    |
| 29     | シェイマス             | 27     | ロマン・レインズ                                             |
| 30     | トリプルH              |        | 優勝                                                         |

### 第30回大会(2017年)  WWE Royal Rumble 2017
- 開催日:1月29日
- 開催場所:テキサス州サンアントニオのアラモドーム
- 観客動員数:52,020人
- 公式大会曲:オハナ・バム -"Blow Your Mind"
- キックオフショー -Kickoff Show-(SmackDown LIVE)

○ベッキー・リンチ & ナオミ & ニッキー・ベラ vs アレクサ・ブリス & ミッキー・ジェームス & ナタリア●
- キックオフショー -Kickoff Show-/WWEロウタッグチーム王座戦 -WWE Raw Tagteam Championship-

●シェイマス & セザーロ (c) vs カール・アンダーソン & ルーク・ギャローズ○
- キックオフショー -Kickoff Show-(RAW)

●サシャ・バンクス vs ナイア・ジャックス○
- WWEロウ女子王座戦 -WWE Raw Womans Championship-

○シャーロット・フレアー (c) vs ベイリー●
- WWEユニバーサル王座戦 -WWE Universal Championship-(RAW)

○ケビン・オーエンズ (c) vs ロマン・レインズ●
- WWE世界王座戦 -WWE World Championship-(SmackDown LIVE)

●AJ・スタイルズ (c) vs ジョン・シナ○
- ロイヤルランブル・マッチ -Royal Rumble Match-

優勝者 ランディ・オートン
| 入場順 | スーパースター           | 退場順 | 退場させたスーパースター |
| ------ | ------------------------ | ------ | ------------------------ |
| 1      | ビッグ・キャス           | 3      | ブラウン・ストローマン   |
| 2      | クリス・ジェリコ         | 27     | ロマン・レインズ         |
| 3      | カリスト                 | 4      | ブラウン・ストローマン   |
| 4      | モジョ・ローリー         | 2      | ブラウン・ストローマン   |
| 5      | ジャック・ギャラハー     | 1      | マーク・ヘンリー         |
| 6      | マーク・ヘンリー         | 5      | ブラウン・ストローマン   |
| 7      | ブラウン・ストローマン   | 9      | バロン・コービン         |
| 8      | サミ・ゼイン             | 25     | ジ・アンダーテイカー     |
| 9      | ビッグ・ショー           | 6      | ブラウン・ストローマン   |
| 10     | タイ・デリンジャー       | 8      | ブラウン・ストローマン   |
| 11     | ジェームス・エルスワース | 7      | ブラウン・ストローマン   |
| 12     | ディーン・アンブローズ   | 16     | ブロック・レスナー       |
| 13     | バロン・コービン         | 21     | ジ・アンダーテイカー     |
| 14     | コフィ・キングストン     | 10     | セザーロ                 |
| 15     | ザ・ミズ                 | 24     | ジ・アンダーテイカー     |
| 16     | シェイマス               | 14     | クリス・ジェリコ         |
| 17     | ビッグ・E                | 12     | シェイマス & セザーロ    |
| 18     | ルセフ                   | 20     | ゴールドバーグ           |
| 19     | セザーロ                 | 13     | クリス・ジェリコ         |
| 20     | エグザビア・ウッズ       | 11     | シェイマス               |
| 21     | ブレイ・ワイアット       | 28     | ロマン・レインズ         |
| 22     | アポロ・クルーズ         | 15     | ルーク・ハーパー         |
| 23     | ランディ・オートン       | 優勝   |                          |
| 24     | ドルフ・ジグラー         | 17     | ブロック・レスナー       |
| 25     | ルーク・ハーパー         | 22     | ゴールドバーグ           |
| 26     | ブロック・レスナー       | 19     | ゴールドバーグ           |
| 27     | エンツォ・アモーレ       | 18     | ブロック・レスナー       |
| 28     | ゴールドバーグ           | 23     | ジ・アンダーテイカー     |
| 29     | ジ・アンダーテイカー     | 26     | ロマン・レインズ         |
| 30     | ロマン・レインズ         | 29     | ランディー・オートン     |

### 第31回大会(2018年)  WWE Royal Rumble 2018
- 開催日:1月28日
- 開催場所:ペンシルバニア州フィラデルフィアのウェルズ・ファーゴ・センター
- 観客動員数:17,629人
- 公式大会曲:アロー・ブラック -"King Is Born"

リトル・ミックス feat. ストームジー - "Power"
- キックオフショー -Kickoff Show-(205 LIVE)

○カリスト&グラン・メタリック&リンセ・ドラド vs TJP&ドリュー・グラック&ジェントルマン・ジャック・ギャラハー●
- キックオフショー -Kickoff Show-(RAW)

○ザ・リバイバル（ダッシュ・ワイルダー&スコット・ドーソン） vs カール・アンダーソン&ルーク・ギャローズ●
- キックオフショー -Kickoff Show-/WWEユナイテッドステイツ王座戦 -WWE United States Championship-(Smackdown LIVE)

○ボビー・ルード(c) vs モジョ・ローリー●
- ハンディキャップマッチWWE王座戦 -Handicap match for the WWE Championship-(Smackdown LIVE)

○AJスタイルズ(c) vs ケビン・オーエンズ&サミ・ゼイン●
- WWEスマックダウン タッグ王座 3本勝負戦 -2 out of 3 falls match for the WWE SmackDown Tag Team Championship-

○ウーソズ(ジミー・ウーソ&ジェイ・ウーソ)(c) vs シェルトン・ベンジャミン&チャド・ゲイブル●
- 男子ロイヤルランブルマッチ -Men's Royal Rumble match-

優勝者 中邑真輔
| 入場順 | スーパースター                 | 退場順 | 退場させたスーパースター            |
| ------ | ------------------------------ | ------ | ----------------------------------- |
| 1      | ルセフ                         | 12     | ブレイ・ワイアット&マット・ハーディ |
| 2      | フィン・ベイラー               | 27     | ジョン・シナ                        |
| 3      | ライノ                         | 1      | バロン・コービン                    |
| 4      | バロン・コービン               | 2      | フィン・ベイラー                    |
| 5      | ヒース・スレイター             | 4      | ブレイ・ワイアット                  |
| 6      | イライアス                     | 15     | ジョン・シナ                        |
| 7      | アンドラーデ "シエン" アルマス | 18     | ランディ・オートン                  |
| 8      | ブレイ・ワイアット             | 13     | マット・ハーディ                    |
| 9      | ビッグ・E                      | 8      | ジンダー・マハル                    |
| 10     | サミ・ゼイン                   | 5      | 中邑真輔                            |
| 11     | シェイマス                     | 3      | ヒース・スレイター                  |
| 12     | エグゼビア・ウッズ             | 7      | ジンダー・マハル                    |
| 13     | アポロ・クルーズ               | 6      | セザーロ                            |
| 14     | 中邑真輔                       | 優勝   |                                     |
| 15     | セザーロ                       | 9      | セス・ロリンズ                      |
| 16     | コフィ・キングストン           | 11     | アンドラーデ "シエン" アルマス      |
| 17     | ジンダー・マハル               | 10     | コフィ・キングストン                |
| 18     | セス・ロリンズ                 | 22     | ロマン・レインズ                    |
| 19     | マット・ハーディー             | 14     | ブレイ・ワイアット                  |
| 20     | ジョン・シナ                   | 28     | 中邑真輔                            |
| 21     | ザ・ハリケーン                 | 16     | ジョン・シナ                        |
| 22     | エイデン・イングリッシュ       | 17     | フィン・ベイラー                    |
| 23     | アダム・コール                 | 19     | レイ・ミステリオ                    |
| 24     | ランディ・オートン             | 25     | ロマン・レインズ                    |
| 25     | タイタス・オニール             | 20     | ロマン・レインズ                    |
| 26     | ザ・ミズ                       | 21     | セス・ロリンズ&ロマン・レインズ     |
| 27     | レイ・ミステリオ               | 26     | フィン・ベイラー                    |
| 28     | ロマン・レインズ               | 29     | 中邑真輔                            |
| 29     | ゴールダスト                   | 23     | ドルフ・ジグラー                    |
| 30     | ドルフ・ジグラー               | 24     | フィン・ベイラー                    |

- WWE RAWタッグチーム王座戦 -WWE Raw Tag Team Championship-

●セス・ロリンズ&ジェイソン・ジョーダン(c) vs シェイマス&セザーロ○
- トリプルスレット形式WWEユニバーサル王座戦 -Triple Threat Match for the WWE Universal Championship-(RAW)

○ブロック・レスナー(w / ポール・ヘイマン)(c) vs ブラウン・ストローマン vs ケイン●
- 女子ロイヤルランブルマッチ -Women's Royal Rumble match-

優勝者 アスカ
| 入場順 | スーパースター         | 退場順 | 退場させたスーパースター                                                                       |
| ------ | ---------------------- | ------ | ---------------------------------------------------------------------------------------------- |
| 1      | サーシャ・バンクス     | 27     | ニッキー・ベラ&ブリー・ベラ                                                                    |
| 2      | ベッキー・リンチ       | 14     | ルビー・ライオット                                                                             |
| 3      | サラ・ローガン         | 7      | モーリー・ホーリー                                                                             |
| 4      | マンディ・ローズ       | 1      | リタ                                                                                           |
| 5      | リタ                   | 3      | ベッキー・リンチ                                                                               |
| 6      | カイリ・セイン         | 4      | デイナ・ブルック                                                                               |
| 7      | タミーナ               | 2      | リタ                                                                                           |
| 8      | デイナ・ブルック       | 5      | トリー・ウィルソン                                                                             |
| 9      | トリー・ウィルソン     | 6      | ソーニャ・デヴィル                                                                             |
| 10     | ソーニャ・デヴィル     | 8      | ミシェル・マクール                                                                             |
| 11     | リヴ・モーガン         | 9      | ミシェル・マクール                                                                             |
| 12     | モーリー・ホーリー     | 10     | ミシェル・マクール                                                                             |
| 13     | ラナ                   | 11     | ミシェル・マクール                                                                             |
| 14     | ミシェル・マクール     | 13     | ナタリア                                                                                       |
| 15     | ルビー・ライオット     | 17     | ナイア・ジャックス                                                                             |
| 16     | ヴィッキー・ゲレロ     | 12     | サーシャ・バンクス&ベッキー・リンチ&ミシェル・マクール&ルビー・ライオット                      |
| 17     | カーメラ               | 21     | ニッキー・ベラ                                                                                 |
| 18     | ナタリア               | 25     | トリッシュ・ストラタス                                                                         |
| 19     | ケリー・ケリー         | 16     | ナイア・ジャックス                                                                             |
| 20     | ナオミ                 | 18     | ナイア・ジャックス                                                                             |
| 21     | ジャクリーン           | 15     | ナイア・ジャックス                                                                             |
| 22     | ナイア・ジャックス     | 23     | サーシャ・バンクス&ナタリア&アスカ&ニッキー・ベラ&ブリー・ベラ&ベイリー&トリッシュ・ストラタス |
| 23     | エンバー・ムーン       | 20     | アスカ                                                                                         |
| 24     | ベス・フェニックス     | 19     | ナタリア                                                                                       |
| 25     | アスカ                 | 優勝   |                                                                                                |
| 26     | ミッキー・ジェームス   | 22     | トリッシュ・ストラタス                                                                         |
| 27     | ニッキー・ベラ         | 29     | アスカ                                                                                         |
| 28     | ブリー・ベラ           | 28     | ニッキー・ベラ                                                                                 |
| 29     | ベイリー               | 24     | サーシャ・バンクス                                                                             |
| 30     | トリッシュ・ストラタス | 26     | サーシャ・バンクス                                                                             |

### 第32回大会(2019年)  WWE Royal Rumble 2019
この大会から野球場での数万人規模での開催が恒例となる。
| No.                                                                             | 結果                                                                                               | 試合形式                                                                       | 時間    |
| ------------------------------------------------------------------------------- | -------------------------------------------------------------------------------------------------- | ------------------------------------------------------------------------------ | ------- |
| 1P                                                                              | ◯ボビー・ルード & チャド・ゲイブル vs レーザー & スコット・ドーソン (with ドレイク・マーベリック)● | タッグチームマッチ                                                             | 6:55    |
| 2P                                                                              | ●ルセフ (c) (with ラナ) vs. 中邑真輔◯                                                              | WWE US王座戦                                                                   | 10:15   |
| 3P                                                                              | ◯バディー・マーフィー (c) vs. カリスト vs. 戸澤陽 vs. ヒデオ・イタミ●                              | フェイタル・フォー・ウェイ形式WWEクルーザー級王座戦                            | 12:05   |
| 4                                                                               | ◯アスカ (c) vs. ベッキー・リンチ●                                                                  | WWEスマックダウン女子王座戦                                                    | 17:10   |
| 5                                                                               | ●ザ・バー (セザーロ & シェイマス) (c) vs. ザ・ミズ & シェイン・マクマホン◯                         | WWEスマックダウンタッグ王座戦                                                  | 13:20   |
| 6                                                                               | ◯ロンダ・ラウジー (c) vs. サーシャ・バンクス●                                                      | WWEロウ女子王座戦                                                              | 13:55   |
| 7                                                                               | ベッキー・リンチがシャーロット・フレアーを最後に脱落させ勝利                                       | 30人女子ロイヤルランブル戦、優勝者にはレッスルマニア35で王座戦挑戦権利獲得     | 1:12:00 |
| 8                                                                               | ◯ダニエル・ブライアン (c) vs. AJ スタイルズ●                                                       | WWE王座戦                                                                      | 24:35   |
| 9                                                                               | ◯ブロック・レスナー (c) (with ポール・ヘイマン) vs. フィン・ベイラー●                              | WWEユニバーサル王座戦                                                          | 8:40    |
| 10                                                                              | セス・ロリンズがブラウン・ストローマンを最後に脱落させ勝利                                         | 30人男子ロイヤルランブルマッチ、優勝者にはレッスルマニア35で王座戦挑戦権利獲得 | 57:35   |
| - (c) – 試合開始時点でのチャンピオンを指す - P – プレショーで行われた試合を指す | |                                                                                |         |

### 第33回大会 (2020年) WWE Royal Rumble 2020
| No.                                                                             | 結果                                                                | 試合形式                            | 時間    |
| ------------------------------------------------------------------------------- | ------------------------------------------------------------------- | ----------------------------------- | ------- |
| 1P                                                                              | ○シェイマス vs. ショーティー・G●                                    | シングル戦                          | 12:35   |
| 2P                                                                              | ○アンドラーデ (c) (with ゼリーナ・ヴェガ) vs. ウンベルト・カリーヨ● | WWE US王座戦                        | 14:20   |
| 3                                                                               | ○ローマン・レインズ vs. キング・コービン●                           | フォールズ・カウント・エニウェア戦  | 21:20   |
| 4                                                                               | シャーロット・フレアーがシェイナ・ベイズラーを最後に脱落させ勝利    | 30人女子ロイヤルランブル戦          | 54:20   |
| 5                                                                               | ○ベイリー (c) vs. レイシー・エヴァンス●                             | WWEスマックダウン女子王座戦         | 9:20    |
| 6                                                                               | ○"ザ・フィーンド"・ブレイ・ワイアット (c) vs. ダニエル・ブライアン● | ストラップ形式WWEユニバーサル王座戦 | 17:35   |
| 7                                                                               | ○ベッキー・リンチ (c) vs. アスカ● (with カイリ・セイン)             | WWEロウ女子王座戦                   | 16:25   |
| 8                                                                               | ドリュー・マッキンタイアがローマン・レインズを最後に脱落させ勝利    | 30人男子ロイヤルランブルマッチ      | 1:00:50 |
| - (c) – 試合開始時点でのチャンピオンを指す - P – プレショーで行われた試合を指す |                                                                     |                                     |         |

### 第34回大会 (2021年) WWE Royal Rumble 2021
新型コロナウイルス感染症の世界的流行に伴い、無観客で行われた。
| No.                                                                             | 結果                                                                                | 試合形式                                            | 時間    |
| ------------------------------------------------------------------------------- | ----------------------------------------------------------------------------------- | --------------------------------------------------- | ------- |
| 1P                                                                              | ●アスカ & シャーロット・フレアー (c) vs. シェイナ・ベイズラー & ナイア・ジャックス○ | WWE女子タッグ王座戦                                 | 8:45    |
| 2                                                                               | ○ドリュー・マッキンタイア (c) vs. ゴールドバーグ●                                   | WWE王座戦                                           | 2:32    |
| 3                                                                               | ○サーシャ・バンクス (c) vs. カーメラ● (with レジナルド)                             | WWEスマックダウン女子王座戦                         | 10:25   |
| 4                                                                               | ビアンカ・ベレアがリア・リプリーを最後に脱落させ勝利                                | 30人女子ロイヤルランブル戦                          | 58:50   |
| 5                                                                               | ○ローマン・レインズ (c) (with ポール・ヘイマン) vs. ケヴィン・オーウェンズ●         | ラストマン・スタンディング形式WWEユニバーサル王座戦 | 19:30   |
| 6                                                                               | エッジがランディ・オートンを最後に脱落させ勝利                                      | 30人男子ロイヤルランブル戦                          | 1:12:30 |
| - (c) – 試合開始時点でのチャンピオンを指す - P – プレショーで行われた試合を指す |                                                                                     |                                                     |         |

### 第35回大会 (2022年) WWE Royal Rumble 2022
| No.                                        | 結果 | 試合形式                                     | 時間  |
| ------------------------------------------ | --- | -------------------------------------------- | ----- |
| 1                                          | ●ローマン・レインズ (c) vs. セス・"フリーキン"・ロリンズ○ 反則裁定による決着 (ローマン・レインズが王座防衛) | WWEユニバーサル王座戦 ジ・ウーソズの介入不可 | 14:25 |
| 2                                          | ロンダ・ラウジーがシャーロット・フレアーを最後に脱落させ勝利                                                | 30人女子ロイヤルランブルマッチ               | 59:40 |
| 3                                          | ○ベッキー・リンチ (c) vs. ドゥードロップ●                                                                   | WWEロウ女子王座戦                            | 13:00 |
| 4                                          | ●ブロック・レスナー (c) (with ポール・ヘイマン) vs. ボビー・ラシュリー○ (with MVP)                          | WWE王座戦                                    | 10:15 |
| 5                                          | ○エッジ & ベス・フェニックス vs. ザ・ミズ & マリース●                                                       | 男女混合タッグチーム戦                       | 12:30 |
| 6                                          | ブロック・レスナーがドリュー・マッキンタイアを最後に脱落させ勝利                                            | 30人男子ロイヤルランブルマッチ               | 51:10 |
| - (c) – 試合開始時点でのチャンピオンを指す | |                                              |       |

### 第36回大会 (2023年) WWE Royal Rumble 2023
| No.                                        | 結果                                                                                       | 試合形式                             | 時間    |
| ------------------------------------------ | ------------------------------------------------------------------------------------------ | ------------------------------------ | ------- |
| 1                                          | コーディー・ローデスがグンターを最後に脱落させ勝利                                         | 30人男子ロイヤルランブル戦           | 1:11:42 |
| 2                                          | ○ブレイ・ワイアット vs. LA・ナイト●                                                        | マウンテンデュー・ピッチ・ブラック戦 | 5:05    |
| 3                                          | ○ビアンカ・ベレア (c) vs. アレクサ・ブリス●                                                | WWEロウ女子王座戦                    | 7:35    |
| 4                                          | リア・リプリーがリヴ・モーガンを最後に脱落させ勝利                                         | 30人女子ロイヤルランブルマッチ       | 1:01:03 |
| 5                                          | ○ローマン・レインズ (c) (with ポール・ヘイマン & サミ・ゼイン) vs. ケヴィン・オーウェンズ● | WWE統一ユニバーサル王座戦            | 19:15   |
| - (c) – 試合開始時点でのチャンピオンを指す |                                                                                            |                                      |         |

### 第35回大会 (2024年) WWE Royal Rumble 2024
第1試合の女子ロイヤルランブルにて、ライバル団体TNAレスリングのジョーディン・グレイスが登場。以後NXTにTNAの選手がゲスト参戦するようになった。
| No.                                        | 結果                                                                                               | 試合形式                                                                         |
| ------------------------------------------ | -------------------------------------------------------------------------------------------------- | -------------------------------------------------------------------------------- |
| 1                                          | ベイリーがリヴ・モーガンを最後に脱落させ勝利                                                       | 30人女子ロイヤルランブル戦時間無制限勝者はレッスルマニアXLで女子王座戦挑戦権     |
| 2                                          | ○ロマン・レインズ (c) (with ポール・ヘイマン) vs. ランディ・オートン vs. AJスタイルズ vs. LAナイト | 統一ユニバーサル王座戦時間無制限1本勝負                                          |
| 3                                          | ○ローガン・ポール (c) vs. ケビン・オーエンズ●                                                      | US王座戦                                                                         |
| 4                                          | コーディがCMパンクを最後に脱落させ勝利                                                             | 30人男子ロイヤルランブルマッチ時間無制限勝者はレッスルマニアXLで世界王座戦挑戦権 |
| - (c) – 試合開始時点でのチャンピオンを指す | |                                                                                  |

### 第36回大会（2025年）WWE Royal Rumble 2025
| No.                                        | 結果 | 試合形式                   | 時間    |
| ------------------------------------------ | --- | -------------------------- | ------- |
| 1                                          | シャーロット・フレアーがロクサーヌ・ペレスを最後に脱落させ勝利                                                                                  | 女子30人ロイヤルランブル戦 | 1:10:20 |
| 2                                          | ◯#DIY(ジョニー・ガルガノ&トマソ・チャンパ)(c)vs. モーターシティ・マシンガンズ(クリス・セイビン&アレックス・シェリー)● #DIYが2本先取して王座防衛 | 3本勝負形式WWEタッグ王座戦 | 14:00   |
| 3                                          | ◯コーディ・ローデス (c)vs.ケビン・オーエンズ●                                                                                                   | ラダー形式統一WWE王座戦    | 25:05   |
| 4                                          | ジェイ・ウーソがジョン・シナを最後に脱落させ勝利                                                                                                | 男子30人ロイヤルランブル戦 | 1:20:15 |
| - (c) – 試合開始時点でのチャンピオンを指す | |                            |         |